# ナムコスターズ
ナムコスターズ（Namco Stars）は、バンダイナムコエンターテインメント（BNEI）から発売されたファミスタシリーズなどの野球ゲームに登場する架空の野球チームである。略称はNチーム、ナムコ。1986年12月発売の第1作『プロ野球ファミリースタジアム』（以下、ファミスタ'86）に初登場した。
本項では、ナムコスターズより派生した各種の球団についても解説する。

## 球団概要
チームの選手名のほとんどが旧ナムコ→バンダイナムコゲームス→バンダイナムコエンターテインメント（NBGI/BNEI）の作品（主に同社のコンピュータゲーム）やキャラクター（キャラ）から取られている。『ファミスタ'86』では対CPU戦の最初のチームとして設定されており、データ的に見れば弱い対初心者向けのチームであった。以降の作品でも基本的に弱く設定されているが少しずつ強化され、『プロ野球ファミリースタジアム'88』（以下、ファミスタ'88）では強力なチームのライオネルズ（当時黄金期だった西武ライオンズがモデル）と比べても遜色が無い。『スーパーファミスタ2』の頃から強豪として定着した。
架空のチームであるが故、作品によって選手の陣容や本拠地球場が大きく変わる傾向にあり、それは選手個人のデータも例外ではない。1998年発売の『ワールドスタジアム2』あたりから、他の能力に比してパワーが高いなど、一芸に特化した選手が増えつつある。

### 家庭用ゲーム作品
家庭用ゲーム版で発売されたファミスタシリーズの全作品に登場。また、メガドライブ版「球界道中記」にも隠しチームとして登場している。2008年発売のWii版のみ、バンダイナムコスターズ（Bandai Namco Stars、略号：Bn）の名称である（この作品では、バンダイ及びNBGI・バンダイレーベルのゲーム作品に関するキャラクターも登録されている）。
『スーパーファミスタ4』（1995年3月発売）では、それまでファミスタシリーズにおいて明確に存在しなかった本拠地球場という概念 が導入され、ナムコ球場を本拠地とした。
2005年4月発売の『ベースボールライブ2005』では、オリジナルチーム作成用のデータ（チーム名・ロゴマーク・ユニフォーム）として、レイルウェイズ・フーズフーズとともに収録されている。以降、続編の『プロ野球 熱スタ2006』・『プロ野球 熱スタ2007』にも収録。『熱スタ2007』では、隠しチームとして従来のナムコスターズをリアル化させたチームも登場している。
2011年3月発売の『プロ野球 ファミスタ2011』では、選手陣容を一新するとともに、従来のナムコスターズから分離する形で、ピノやパックといった初期のファミスタシリーズに登場した選手をはじめ1980年代までのナムコゲームに登場したキャラで構成された「ナムコレジェンズ（Namco Legends、略称：NL）」が結成された。
2017年4月発売の『プロ野球 ファミスタ クライマックス』では、ナムコスターズの他、1990年代以降の比較的新しいナムコゲームのキャラやバンダイ及びNBGIレーベルのゲーム作品に関するキャラからなるバンダイナムコスターズ（略称：BN）、ナムコゲームの悪役やライバルキャラで構成されるライバルーズ（略称：R）が登場している。
2018年7月発売の『プロ野球 ファミスタ エボリューション』ではナムコスターズはバンダイナムコスターズのメンバーが交流したチームに変わっており、ライバルーズはチーム名をブラックナムコスターズ（略称:BN）に変更しており、両チームとも多くの選手が追加された。

### アーケードゲーム作品
アーケードゲームでは『プロ野球ワールドスタジアム』（1988年、第1作）以来、長らくナムコスターズは登場しなかったが、『SUPERワールドスタジアム'98』（以下、SUPERワースタ'98）に「東京ナムコスターズ（とうきょうナムコスターズ、Tokyo Namco Stars）」の名称で初登場。
『SUPERワースタ'98』では、関連するチームとして女性キャラクターのみで構成された「大和撫子プリティーズ（やまとなでしこプリティーズ、Yamatonadeshiko Prettys）」及び鉄拳シリーズのキャラクターのみで構成された「鉄拳ウォリアーズ（てっけんウォーリアーズ、Tekken Warriors）」が登場。『'99』では鉄拳ウォリアーズが東京ナムコに吸収合併されると共にプリティーズが「ニコタマギャルズ（Nikotama Gals）」に改称、2000ではニコタマも吸収合併したナムコオールスターズ（Namco Allstars）となっている。

### 携帯電話アプリ
『ファミスタ'86』のメンバーに準拠したナムコスターズの他に、1990年代から2000年代のキャラクターで構成されるヒーローズ、後述する裏ナムコスターズと同様に悪役で構成されるアクダマーズ、アーケード版のニコタマギャルズと同様に女性キャラクターのみで構成されるヒロインズ、鉄拳シリーズ及びソウルシリーズのキャラクターで構成されるノックアウツ、ナムコ・ナンジャタウンのマスコットキャラクターで構成されるナンジャーズの5球団が登場する。

### ファミスタオンライン
2006年から2014年まで稼働したオンラインゲーム『プロ野球ファミスタオンライン』にもナムコスターズ所属の選手およびチームマーク・ユニフォームが収録されているが、初めから全選手を使ってプレイできるわけはなく、ゲーム中で払いだされる選手カードを使ってチームを構成する。また、COM対戦（チャレンジCOM戦）のレベル9-1はナムコスターズが相手となる。
初期のチーム傾向・メンバーは2007年から発売されている家庭用ゲームの『ファミスタDS』シリーズとほぼ同じであったが、2010年度版では極アクダマーズ（後述）、2011年版ではTHE IDOLM@STERの登場人物（765プロダクション所属の13人）が登場している。

## ユニフォーム
基本的に赤系統の色を基調としたデザインが代々使われている。また、初期を中心に、パッケージイラストとゲーム中のデザインが異なる場合もある（これは、初期のゲーム機の描写能力によるところも大きい）。
1991年発売の球界道中記（メガドライブ版）・2008年春発売のプロ野球ファミリースタジアム(Wii版)以外は、赤系統の色と青を基調にしたデザインが一貫して使われている。
以下、ゲーム中のデザインを中心に歴代のデザインを記述していく（パッケージイラストのものは補足として記述していく）。
FC版・VSシステム版（プロ野球ファミリースタジアム～ファミスタ'94）
シャツ（上着）・ズボン・ソックス…白、帽子・アンダーシャツ・袖ライン（'94）・ズボンライン（'94）・ベルト・ストッキング・靴・バット（バットは'94のみ別）…赤紫（マゼンタ）
- （パッケージイラスト） 帽子・シャツ・アンダーシャツ・ズボンライン・ストッキング…赤（'91〜'93はやや紫がかっている）、ベルト…黒（'88には説明書のイラストに黒ベルトがみられる）、ズボン・ソックス・靴…白、帽子ツバ…青、帽子マーク「N」・上着マーク（胸マーク「N」・背番号）・首回りライン・袖口ライン…青・白（マークの白は縁取り、初代・'87のみ胸マーク「namcot」…白）

PCE版（プロ野球ワールドスタジアム・プロ野球ワールドスタジアム'91）
シャツ・ズボン・ソックス・靴…白、帽子・アンダーシャツ・ベルト・ストッキング…マゼンタ（ややピンクに近い）、袖ズボンライン…青
- （パッケージイラスト） 基本的にFC版と同一。左下に胸番号が入っている（1作目のみ…青・白縁取り）。

GB版（ファミスタ～ファミスタ4）
（ゲームは白黒作品のため、パッケージイラストのみ記述） FC版と同一。
GC版（ギアスタジアム・ギアスタジアム平成版）
帽子・シャツ・アンダーシャツ・ベルト・ストッキング・靴・バット…赤、ソックス・靴…白
- （パッケージイラスト） PCE版1作目と同一。

MD版（球界道中記）
帽子・アンダーシャツ…オレンジ。
- （パッケージイラスト） 帽子・アンダーシャツ・ベルト…オレンジ。上着・ズボン…黄色。袖首周りズボンライン…青。マーク・背番号…青・白縁取り。靴…黒。マークは「N」だが、ファミスタシリーズと若干違う書体であり、中央部には白の「★」印が入っている。

SFC版（スーパーファミスタシリーズ。以下、パースタ）
- パースタ1・2 シャツ・ズボン・ソックス・靴…白、帽子・アンダーシャツ・ベルト・ストッキング…赤紫ライン…青
- 紅白戦モードでは、後攻（白チーム）が上記のものを使用し、先攻（紅チーム）は、上着…赤紫、袖ライン…青・白が使われる。
- パースタ2では、1の後攻用・先攻用がそのまま、ホーム用・ビジター用にそれぞれスライドされた。
- （パッケージイラスト） - 1のみ'91に近い。2は従来通り。
- パースタ3 - 5 ホーム用は、PCE版のものに戻る。ビジター用は、上着のみ帽子などと同じ色。
- 4以降は、マゼンタがピンクになる。青もやや薄くなる。
- 5では「オールスターモード」の一つとして「日本人チームvs外国人チーム」という組み合わせが有り、その時にだけ日本人チーム側がナムコスターズのユニフォームを着用する。
- （パッケージイラスト） - 3は2と同じだが、4以降は赤い部分がピンクに

PS版（ワールドスタジアムEX、ワールドスタジアム2～ワールドスタジアム5）
- EX 基本的にパースタ4 - 5と同一。胸に「namco」のロゴが入る（ホーム用…ピンク、ビジター用…白）。
- 2 - 5 後述のファミスタ64と同一。

N64版（ファミスタ64）
ピンク色だった部分が赤色になる。ビジター用アンダーシャツは青になる。上着のラインは白を青二本で挟んだ形となり、袖口からやや離れた部分と首回りから胸元に入る（ラケットライン）。赤ベルト採用。ズボンラインが赤になる。ホーム用左袖、ビジター用右袖にそれぞれパックマンマークが入る（ワールドスタジアム2のパッケージイラストではホーム用も右袖に入る）。
AC版（VSシステム版以外。登場作品 SUPERワールドスタジアム'98～2001）
前期は、N64版と同一。後期は、ホーム用のみ、青帽子、赤アンダーシャツ、白のシャツ・ズボンに青ストライプが入ったもの。ただし、大半の選手は、先述のユニフォームを着ず、元ネタのキャラクターに沿った格好をしている（後述も参照）。中には裸の選手もいる（鉄拳シリーズのクマ）。
メダルゲーム版（ファミスタグランドスラム）
ファミコン版に近い配色だが、紫の色が薄くなっている。
WS版（ワンダースタジアム・ワンダースタジアム'99。ゲームは白黒作品のため、パッケージイラストのみ記述）
N64版と同一。
GBA版（ファミスタアドバンス）
N64版と同一。
GC版（ファミリースタジアム2003）
N64版のビジター用と同一デザインが、ホーム・ビジターともに使用。
- （パッケージイラスト） 帽子・ツバが赤に統一（マークは変わらず）。ラケットライン消滅。袖口に、青・白各ラインが離れた形で入る。ズボンには青・赤各ラインが離れた形で入る。

PS2版ファミスタ（プロ野球 熱スタシリーズ内包版）
FC版と同一。
ベースボールライブ2005 - プロ野球 熱スタシリーズ
ホーム用はN64版を基調としながらも、青のアンダーシャツを使用。胸には、「NAMCOSTARS」のロゴ（青に赤縁取り）が入る。背番号も青に赤縁取りとなる。ビジター用はN64版と同一。
オンライン版（プロ野球ファミスタオンライン）
基本的に熱スタと同一。
DS版（プロ野球 ファミスタDS～プロ野球 ファミスタDS2010）
基本的に熱スタと同一。
Wii版（プロ野球 ファミリースタジアム）
「バンダイナムコスターズ（Bandai Namco Stars）」へのチーム名変更に伴い、赤・オレンジ・黄色を基調としたデザインに一新。帽子は赤色を基調にオレンジツバ、フロント部には黒・白縁のマークが入る（ヘルメットはツバも赤色）。アンダーシャツは黄色。
- ホーム用 上着・ズボンが白、上着の袖・胸元及びズボン横に赤のラインが入る。背番号は黒。ベルトは赤。
- ビジター用 赤上着にオレンジの袖の入ったデザインを採用。上着には、白の袖ライン・胸元ラケットラインが入る。背番号は白。ベルトはオレンジ。

3DS版（プロ野球 ファミスタ2011、プロ野球 ファミスタ リターンズ、プロ野球 ファミスタ クライマックス）
基本的に熱スタと同一。
Switch版（プロ野球 ファミスタ エボリューション、プロ野球 ファミスタ 2020）
基本的に熱スタと同一だが、ホーム用とビジター用が逆転している。
備考
『プロ野球 ファミスタ2011』に初登場したナムコレジェンズのユニフォームは、ナムコスターズが赤を使用している部分が紫色（FC版・PCE版などの色合いに近い）となっている。

## 歴代本拠地
- ナムコ球場 - スーパーファミスタ4・5、ファミスタ64
  - 最初の本拠地。スーパーファミスタ4において、空中に浮かぶ小さな球場という設定がなされている。
- ゼビウススタジアム - ワールドスタジアムEX
  - 「ゼビウス」に登場する浮遊要塞「アンドアジェネシス」の中央部につくられた野球場。
- パックランドスタジアム - ワールドスタジアム2
  - 「パックランド」内につくられた野球場。
- ドルアーガスタジアム - ワールドスタジアム3
  - 「ドルアーガの塔」の屋上につくられた野球場。
- マッピー球場 - ワールドスタジアム4
  - 「マッピーシリーズ」の世界をモチーフとした野球場。
- ドリラードーム - ワールドスタジアム5
  - 「ミスタードリラー」シリーズの世界をモチーフとした野球場。
- クロノアスタジアム - ファミリースタジアム2003
  - 「風のクロノア」シリーズの世界をモチーフとした野球場。
- ぴっかりすたじあむ（ピッカリスタジアム、ピッカリ球場） - ファミスタ2006～2007
  - ファミスタシリーズ初期（'86・'87）に登場した作品中唯一の野球場。ゲーム中で最初の本拠地となっているのは、上記のとおりナムコ球場だが、1989年に双葉社から発行の「プロ野球ファミリースタジアム'88必勝攻略法」の球場紹介記事では、'86・'87では唯一の球場として登場していたピッカリ球場（'88では登場しない）について「ナムコスターズの本拠地だった」という旨の記述がみられる。

## 監督
ぴぴ
詳細はピピを参照。登場作品は『ファミスタ'93』、『同'94』。ナムコスターズの初代エースでもある。「ポールポジション」の略称“P.P”（ピーピー）が名称の由来。初期の頃に投手として登録。監督として登場した後、『ファミリースタジアム2003』から投手として復帰している。ぴぴは同シリーズのゲームブック版にも監督として登場していた。
まさやん、中村、マサヤ
登場作品は『スーパーファミスタ2』、『同4』、『ファミスタ64』。モデルは旧ナムコ創業者の中村雅哉。『ファミスタ'88』 や『ファミスタグランドスラム』ではナムコスターズの球団オーナー、MSX2版では「ナムコットシャインズ」（略称・Ns）の4番打者「なかむら」として登場する。『スーパーファミスタ3』スポーツ新聞の顔写真では『スーパーファミスタ2』の「まさやん」と同じ顔が掲載されている。『ファミスタ64』のマサヤはスポーツ新聞の似顔絵ではパックマンとなっており、君の最強チームモードで選手として登場する際のデータも能力の差異を除けば、パックと同一データとなっている。
パック
詳細はパックを参照。登場作品は『スーパーファミスタ5』。モデルはパックマン。一応選手兼任監督となっている。
『ファミスタ'92』と『スーパーファミスタ』では試合終了後のスポーツニュース（後者はスポーツ新聞）において、パックマンの顔をした監督が登場している（後者は顔のみ）。
BNG
『プロ野球 熱スタ2007』に隠しチームとして登場した際の監督。左ほほにB、右ほほにNの字がそれぞれ入ったマスクをかぶっている。背番号は70。
やまもも
詳細はやまももを参照。登場作品は『プロ野球 ファミスタ エボリューション』。選手兼任監督になっており、前作同様初回購入者特典で使えるようになっている。背番号は前作クライマックス同様現役時代の背番号である34。

## 選手
ポジションは特定の選手を除いて流動的で作品によって投手だったり野手だったりする選手も多い。この節では、選手名を五十音順に列挙する（ナムコキャラクターやNBGIオリジナル商品以外に由来した選手については、該当節を参照）。なお、作品によっては選手名が、本来のキャラクター名とは若干異なる場合がある。声に関しては特筆するべき点がなければ『プロ野球 ファミスタ 2020』のファミストーリー内での声となっている。

### あ行
R.R.R（アールアールアール）
「リッジレーサー レボリューション」の略称に由来。スーパーファミスタ5において、左投げの先発投手として登場。基本的にリッジ投手（リッジレーサー）と同一設定（背番号11）。
R4（アールフォー）
「R4 -RIDGE RACER TYPE 4-」に由来。ワンダースタジアム、ワンダースタジアム'99、SUPERワールドスタジアム1999において投手として登場。ワンダースタジアム、ワンダースタジアム'99ではサイドスローである事以外はリッジと基本的に同一設定。SUPERワールドスタジアム1999ではスタミナがない代わりに、200キロ超えの剛速球を投げる右投げの投手として登場。
アイ
「あい」とも。「ドライバーズアイ」に由来。ファミスタ'92・'93及びスーパーファミスタ、オンライン、DS版シリーズにおいて、左投げの先発投手として登場。
あいすく
乗り物の「アイスクリームやさん」に由来。ギアスタジアムにおいて、右投げのリリーフ投手として登場。ファミスタ'91のしよつぷと同じ能力。
秋月 律子（あきづき りつこ）
「THE IDOLM@STER」の登場人物。オンライン2011年版に登場。リード能力に優れた捕手で、三塁手を守ることもできる。背番号は誕生日から取ったと思しき19。
アクア
「アクアジェット」に由来。ファミスタ64において、全ての変化球に秀でた右サイドスローの抑え投手として登場。ファミスタ64での選手コメントは「抑えの切り札」。
アサルト
「あさると」とも。「アサルト」に由来。ファミコン版'88・MSX版で右投げの先発投手として登場。クライマックスでも速球のみを得意とする先発投手として登場している。
アチャ
声 - 厚地彩花
「トイポップ」の登場人物。ファミコン版'88〜'91に選手ではなく試合終了後のスポーツニュースのアナウンサーとして登場後、スーパーファミスタ4・スーパーファミスタ5において、右投げ右打ちの控え捕手として登場。ピノの半分の走力を持っていた。4では守備能力が高かったが、5では強肩となっている（守備力と肩力の数値が入れ替わっている）。その後SUPERワールドスタジアムシリーズでは大和撫子プリティーズ→ニコタマギャルズに左打ちの代打として在籍していた。ファミスタ2020では走攻守バランスの取れた捕手として登場。ファミストーリーではチームメイトとして登場している。
『ナムコ公式ガイドブック「ワールドスタジアム2」』にて『ミュージシャン・アチャの「作曲くん」で遊ぼう!』（ワールドスタジアム2に搭載された『作曲くん』モードの解説）のコーナーに登場。ミュージシャンとして“歌のお姉さん”と呼ばれるまでにヒットしていたという設定が後付けされた。また、エボリューションではランダムでFPや選手レベルが大きく上がる反面、FPか選手レベルが大きく下がるランダム性の高い秘書として登場。公式ガイドブックの設定も反映されており、ピノの妻ということもあって口調もどこか砕けた感じにっている。
アブノーマル
「アブノーマルチェック」に由来。ファミスタ64で速球が武器の右投げ投手として二軍枠で登場。ファミスタ64での選手コメントは「危険球に気をつけろ！」。
アポロン
「あぽろん」とも。「フェリオス」の主人公。ファミコン版'89～'91及びワールドスタジアムEXなどに登場。ファミコン時代は右打ちの外野手だったが、EXでは右投げの中継ぎ投手として登場。
天海 春香（あまみ はるか）
「THE IDOLM@STER」の登場人物。2011ではバランスの取れた打撃能力を持つ遊撃手。クライマックス・エボリューションでは全体的にバランスのとれた先発投手として登場。クライマックスではバンダイナムコスターズに所属。背番号は誕生日から取ったと思しき43。
アムル
「あむる」とも。「ドラゴンスピリット」の主人公。ファミコン版'87～'90及びPCエンジン版ワールドスタジアム、ワールドスタジアムEX、SUPERワールドスタジアム'98、オンライン、DS版に登場。ファミコン版・オンラインは左打ちの外野手、EXでは右打ちの二塁手、SUPERワールドスタジアム'98では同じく右打ちの代打として登場（ファミコン版の守備位置は攻略本での設定）。2011ではナムコレジェンズに所属。カードダスに描かれているのはドラゴン変身前の人間の姿で、マントを羽織っている。ファミスタ'87の説明書での紹介コメントは「チャンスだ。今いくぞ、アリーシャ。」。
アリサ
「ゴッドイーター」の登場人物「アリサ・イリーニチナ・アミエーラ」。クライマックスにバンダイナムコスターズの選手、エボリューションではナムコスターズの選手として登場。スタミナは少ないが大きく曲がる左右の変化球を持つ。
ファミスタ2020のファミストーリーではAランク大会の対戦相手である｢ゴッドイーターズ」の外野手兼先発投手として登場。投手としては右変化が高い以外に目立った能力はないが、野手としてはパワーA打球角度Bと長打力に優れており、特にパワーはチーム内トップ。
アリス
「メルヘンメイズ」の主人公。SUPERワールドスタジアム2001に右投げのリリーフ投手として登場。
アリソン
「サマーレッスン」の登場人物、「アリソン・スノウ」。エボリューションで走攻守バランスのとれた外野手として登場。同じくサマーレッスンの登場人物である宮本ひかりよりもパワーが高い反面、バントがやや低い選手になっている。
アルバトロス
「あるばと」、「あるば」とも。「ローリングサンダー」の主人公。ファミコン版'88・'92～'93、球界道中記、SUPERワースタ'99～2001に登場。'88・球界道中記は右の先発投手、'92～'93は右打ちのレギュラー右翼手、SUPERワースタ1999～2001では左打ちの代打として登場。ファミスタ2020のファミストーリーではファイガが所属する「シナーガシーサイズ」の選手の1人として登場。走力・バント以外はB以上と強肩好打が特徴的な外野手。
アルマジロ
「アルマジロレーシング」に由来。ファミスタ64において、スタミナの高い右の先発投手として登場。ファミスタ64での選手コメントは「体力自慢の新選手」。
アワーズ
「あわず」とも。「スズカエイトアワーズ」に由来。スーパーファミスタ3～4・ギアスタジアム平成版で右打ちの8番・右翼手として登場。元ネタ（レースゲーム）通り足の速さが特徴。
アンソロジー
「ナムコアンソロジー」に由来。ワンダースタジアム、ワンダースタジアム'99に左打ちの控え二塁手として登場。
アンナ
「ミスタードリラー」シリーズの登場人物「アンナ・ホッテンマイヤー」。ファミスタアドバンスで7番・遊撃手として登場。プロ野球ファミスタ2020のファミストーリーではCランク大会の対戦相手「ドリラーズ」の一塁手として登場。守備力のみが高い選手となっている。
アンリ
「スマッシュコート」シリーズ登場キャラクター。ワールドスタジアム3でフォークが武器の先発投手、ワンダースタジアム及びワンダースタジアム'99では右の控え外野手として登場。ファミスタ2020のファミストーリーではCランク大会の対戦相手「テニスーズ」の正捕手として登場。守備能力がやや高い選手。
イシター
声 - 香里有佐
「いしたあ」とも。「ドルアーガの塔」など「バビロニアン・キャッスル・サーガ」シリーズに登場する女神「イシター」。MSX版で後者の名義でスイッチヒッターの代打として登場後、SUPERワールドスタジアム'98～1999では前者の名義で大和撫子プリティーズ→ニコタマギャルズの選手として登場。ファミスタ2020ではMSX版以来31年振りにナムコスターズ所属となり、守備が突出して高い選手として登場。ファミストーリーではチームメイトとして登場している。
エボリューションでは選手の調子が好調の選手が多くなりやすくなる秘書として登場している。
イタトマ
「いたとま」とも。1986年～2005年まで当時のナムコの子会社であった「イタリアントマト」に由来。MSX版で左打ちの控え野手として登場後、ファミスタ64・ワンダースタジアム・ワンダースタジアム'99にスイッチヒッターの控え外野手（64では二軍枠）として登場。ファミスタ64での選手コメントは「趣味はイタリア料理」。
インディ
「いんで」とも。「バベルの塔」の主人公「インディ・ボーグナイン」。初代ファミスタで７番･二塁手として登場。その後、ワールドスタジアム2～3では左の先発投手として登場している。ファミスタ2020のファミストーリーではファイガが所属する「シナーガシーサイズ」の選手の1人として登場。パワーと打球角度はBだがそれ以外は平均以下の能力を持つ一塁手兼二塁手。初代の説明書での紹介文は「頭脳プレーができる、将来の監督候補。」。
受付小町（うけつけこまち）
声 - 元吉有希子
旧ナムコ本社の受付ロボット。スーパーファミスタ2で右のアンダースロー投手として初登場。ファミスタ64からは右投げ左打ちの捕手としても登場。投手としては軟投型、捕手としては俊足強肩（ワールドスタジアム2以降）。ファミスタ2020のファミストーリーではワープゾーンの案内を担当しており、パック達にフランクに接している。また、様々な場所に姉妹が多くいる。エボリューションでは選手レベルを上げやすい反面、貰えるFPが少なくなる秘書として登場している。ファミスタ64での選手コメントは「アマチュアレベルは卒業だ」。
うらん
「ウイニングラン」に由来。ファミスタ'89に右投げの先発投手として登場。
えあこん
「エアーコンバット」に由来。ファミスタ3～4、ファミスタ'94、ギアスタジアム平成版に左投げの先発投手として登場。ファミスタ3～4のみトルネード投法。
8アワーズ（エイトアワーズ）
「えいと」とも。「スズカエイトアワーズ」に由来。ファミスタ2で右サイドスロー、ファミスタ3では右オーバースローの先発投手として登場。
エースコンバット
「エスコン」、「エース」とも。同名のゲームに由来。右の先発投手（ファミスタ64・クライマックスの金カードのみ左投げ）として数作に登場。2011ではカードダスに戦闘機からボールを発射する絵が描かれている。シリーズ共通して際立って早い球速の持った投手として登場する。クライマックスではバンダイナムコスターズに所属。ファミスタ64での選手コメントは「照準合わせてロックオン!」。
エースD（エースディー）
「ええす」とも。「エースドライバー」に由来。スーパーファミスタ4とギアスタジアム平成版にチーム内最速の150キロを投げる右のリリーフ投手として登場。
エクスバニア
同名のアクションゲームに由来。スーパーファミスタ2で強打の控え一塁手（DHありの場合9番・DH）として登場。
エッグ
「えっぐ」とも。「ナムコワンダーエッグ」に由来。後者の名前でファミスタ'93に左投げの抑え投手として、ワールドスタジアム3では前者の名前で左投げの中継ぎ投手として登場。
F/A（エフエー）
「えふえい」とも。同名のシューティングゲームに由来。ファミスタ'93で右投げ、スーパーファミスタ2で左投げのリリーフ投手として登場。
エメラル
「えめらる」とも。「エメラルディア」に由来。ファミスタ3～4やファミスタ'94に控えの左翼手として登場（後者が「えめらる」）。
エンジェル
「子育てクイズマイエンジェル」に由来。ファミスタ64において、強肩堅守の6番・左翼手として登場（左投げ左打ち）。ファミスタ64での選手コメントは「可愛い顔した子持ち選手」。
王子（おうじ）
「塊魂」シリーズ登場キャラクター。オンライン・DS版においては好守の両打ち内野手。プロ野球熱スタ2007のリアルナムコスターズでは投手以外の全ポジションを守れる選手として登場。クライマックスではバンダイナムコスターズに所属。ファミスタ2020のファミストーリーではBランク大会の対戦相手「カタマリーズ」の三塁手として登場。パワー・打球角度Bと長打力に優れ、パワーはチーム内でも指折りの高さ。
大一番（おおいちばん）
「スーパー大相撲 熱戦大一番」に由来。スーパーファミスタ2において、長打力のある右打ちの5番・捕手として登場。
おじゃポン
「ご当地鉄道 〜ご当地キャラと日本全国の旅〜」に登場する妨害キャラクター。エボリューションに内野手として登場。全体的に能力が低いため非常に使いにくい選手。また、メインポジションの一塁よりもサブポジションの三塁の方が数値が高い。

### か行
かある
「ドラゴンバスターII 闇の封印」の主人公「カール」。ファミスタ'89において、俊足・右打ちの代打として登場。
カイ
「KI」、「かい」とも。「ドルアーガの塔」のヒロイン及び「イシターの復活」・「カイの冒険」の主人公。1988年のPC-88VA版（ゲームアーツ開発・発売）で先発投手として初登場。ナムコスターズ初の女性選手である。翌1989年発売のMSX2版では野手で登場し、以降の作品にも不定期で主に外野手として登場する。2011ではナムコレジェンズに所属。
ガイア
「スターラスター」の自機「ガイア」に由来。ワールドスタジアム4において、右打ちの8番・三塁手として登場。
景清（かげきよ）
声 - 城岡祐介
「かげきよ」、「かけきよ」、「影清」とも。「源平討魔伝」の主人公「平景清」。ファミスタ'87で初登場。投手と野手（主に外野手だが、ワースタEXでは三塁手として登場）を転々としている。ファミリースタジアム2003ではパックよりも多く本塁打を打っている設定だった。2011ではフルネームの「平景清」名義でナムコレジェンズに所属。ファミスタ2020のファミストーリーではナムコスターズのチームメイトとして登場している。ファミスタ'87の説明書での紹介文は「平家の諸行無常のバッティングが光る。」。
風間仁（かざまじん）
「仁」を参照。
春日 未来（かすが みらい）
「アイドルマスター ミリオンライブ!」の登場人物。アップデート版クライマックスではバンダイナムコスターズの選手、エボリューションではナムコスターズの選手として登場。走攻守共にバランスの取れた遊撃手。クライマックスでは「島村卯月」、「天道輝」、「佐野ピッカリ」、「ロング門倉」同様対戦では登録されず、ドリームペナントしか使えなかった。
カズヤ
「三島一八（みしまかずや）」とも。「鉄拳」の主人公「三島一八」。ワールドスタジアムEXに強打の7番・右翼手として登場。SUPERワールドスタジアム'98では鉄拳ウォリアーズの3番・三塁手として登場。ファミスタ2020のファミストーリーではAランク大会の対戦相手「テッケンズ」の三塁手として登場。ミート・パワー共にBでミートはチーム内トップと父・平八とは打って変わって打撃力に優れる。
かっとび
「カットビロード」（ゲームボーイ用レースゲームソフト。ナムコ発売の周辺機器・バーコードボーイ対応ソフト）に由来。ファミスタ'94に俊足の控え一塁手として登場。
我那覇 響（がなは ひびき）
「THE IDOLM@STER」の登場人物。オンライン2011年版に登場。156km/hの速球を投げる先発投手。変化球の曲がりは少ない。背番号は誕生日から取ったと思しき10。
かにかに（ファミスタ'87）
「さんまの名探偵」でカニカーソルが登場する際の明石家さんまのセリフ「かにかにどこかに?」に由来。ファミスタ'87に右打ちの代打として登場。1998年4月29日発売の『ナムコ公式ガイドブック「ワールドスタジアム2」』の「ナムコスターズ選手名鑑」ではファミスタ'87に登場したかにかにとファミスタ'92以降のカニカニを同一人物として紹介しているが、カニカニパニックの稼働が開始したのは「さんまの名探偵」の発売から4年後の1991年である。ファミスタ'87の説明書での紹介文は「女の子は苦手、代打は得意。」。
カニカニ（ファミスタ'92以降）
「かにかに」とも。「カニカニパニック」に由来。ファミスタ'92・ファミスタ2では「わにわに」と同じ能力の右打ちの控え左翼手、スーパーファミスタ2ではスイッチヒッターの8番・右翼手として登場。ファミスタ2020のファミストーリーではファイガが所属する「シナーガシーサイズ」の選手の1人として登場。シーサイズ唯一の三塁手で、特に肩力がAと守備をメインにバランスが取れた選手。
ガラポ
「ラッキーガラポン」に由来。ファミスタグランドスラムに7番打者として登場。
カリン
「ワギャンランド」シリーズの一作、「ワギャンパラダイス」の主人公の一人である「カリン」。スーパーファミスタ4に右のサイドスロー投手として登場。
がるしあ
「スティールガンナー」の主人公の一人である「ガルシア」。ファミスタ'92とスーパーファミスタに左のリリーフ投手として登場。
ガンコン
BNEIが旧ナムコ時代に発売した同名のゲームコントローラに由来。ファミスタアドバンスに速球のみを得意とする左の先発投手として登場。
ガンバァール
「ガンバァール」に由来。ワンダースタジアム、ワンダースタジアム'99に右打ちの5番・捕手として登場。
ガンバレット
同名のガンシューティングゲームに由来。スーパーファミスタ4で左投げのリリーフ投手として登場したのち、ファミスタ64で強打の5番・二塁手として登場。ファミスタ64での選手コメントは「撃って撃って撃ちまくれ」。
ぎあすた
ファミスタシリーズのゲームギア版である「ギアスタジアム」の略称に由来。球界道中記に右投げの投手として登場。
キース
「タイムクライシス2」の主人公の一人「キース・マーティン」。ファミスタアドバンスで右投げの中継ぎ投手として登場。
菊地 真（きくち まこと）
「THE IDOLM@STER」の登場人物。オンライン2011年版に登場。強打の外野手で、守備能力も高い。背番号は誕生日から取ったと思しき29。
如月 千早（きさらぎ ちはや）
「THE IDOLM@STER」の登場人物。3DSの2011より登場。パワーは低い反面、巧打堅守が売りの二塁手。背番号は誕生日から取ったと思しき25。
ギャラガ
声 - 佐藤悠雅
「きやらか」、「GALAG」とも。「同名のシューティングゲーム」に由来。左アンダースローのリリーフ投手としてファミスタ'86～'87・ギアスタジアム平成版に登場。左右の大きな変化球が特徴。球速は138キロ。その後、ファミスタ64で「ギャラガ」表記で右オーバースローの投手として二軍枠で復活。以降も、たびたび登場している。SUPERワールドスタジアム'98では、6番・一塁手として登場していた。2011ではナムコレジェンズに所属。ファミスタ2020のファミストーリーではナムコスターズのチームメイトとして登場している。初代の説明書での紹介文は「ばつぐんの変化球でバッターをきりきり舞い！」（ファミスタ'87では「ばつぐんの変化球でバッターをきりきり舞い。」）、ファミスタ64での選手コメントは「宇宙のエース」。
ぎゃら3（ぎゃらスリー）
「ギャラクシアン3」に由来。ファミスタ2に左アンダースローのリリーフ投手として登場。ナムコスターズで初めて名前に数字が使われた選手である。
きやらはち
「きらはち」とも。「ギャラガ'88」に由来（「ぎゃらがはちじゅうはち」→「ぎゃらはち」→「きやらはち」）。ファミコン版'88～91・ゲームボーイ版ファミスタなどに登場。基本的に「きやらか」と同じ設定。
ぎゃんぐ
「ぎやんく」とも。「コズモギャングズ」に由来。ファミスタ'91～'93に6番・左翼手、ファミスタ2に代打として登場。
キョエイくん
「巨影都市」のTwitter内で連載しているスピンオフ漫画「がんばれ!キョエイくん」の主人公。ファミスタエボリューションで速球が持ち味の先発投手として登場。
ギル
声 - 坂田将吾
「ぎる」とも。「ドルアーガの塔」・「イシターの復活」の主人公。選手としての設定は作品によって異なるが、基本的に内野手として登場。SUPERワールドスタジアム1999～2000とファミスタアドバンスでは外野手、SUPERワースタ'98と2001では投手としても登場している。2011ではナムコレジェンズに所属。ファミスタ2020のファミストーリーではナムコスターズのチームメイトとして登場している。ファミスタ'86では全球団中唯一の奇数打率（.275）だった。初代～'87の説明書での紹介文は「チーム1のハンサムで人気もNo.1。」。
クスダマン
「ビリオンロード」に登場するハタラキ種のモンスター。アップデート版エボリューションで選手の一人として登場。二刀流の選手で投打ともに高い能力だが、初期能力が投手よりも野手の方が高い遊撃手兼先発投手。また、奪三振時には特殊な決めポーズを取るのも特徴。
クマ
「鉄拳シリーズ」に登場するクマ。SUPERワールドスタジアム1999～2001に登場。元ネタと同様の容姿をしており、巨大な鮭をバットに使用している。
クマトモ
「クマトモ」の主人公。クライマックスでバンダイナムコスターズの2番･二塁手として登場。守備力と肩力が高い反面、走力が低い堅守の二塁手。
クレス
「テイルズ オブ ファンタジア」の主人公「クレス・アルベイン」。スーパーファミスタ5では俊足巧打の2番・遊撃手として登場。ワールドスタジアムEXでは5種類（実質全方向）の変化球が投げられる7色の変化球投手である。ただし、制球力と球威は無い。ファミスタ2020のファミストーリーではAランク大会の対戦相手「テイルーズ」の外野手として登場。チームのキャプテンを務めており、走力と守備力に優れたチームトップの俊足選手として登場している。
グレスラ
「グレートスラッガーズ NEWワールドスタジアム」に由来。アップデート版クライマックスで強肩強打の二塁手として登場。背番号は稼働した年である「93」になっている。
クレナ
クレーンゲーム「クレナフレックス」に由来。クライマックスでバンダイナムコスターズの控え三塁手として登場。ミートとパワーは高い反面、走塁やバント、守備が低い選手。
クロヴィス
「ドラゴンヴァラー」の主人公の一人「クロヴィス・バークレー」。ワールドスタジアム4～5、ファミスタアドバンス、ファミリースタジアム2003で6番･右翼手として登場。ワールドスタジアム3まで登場したクローヴィスの能力を引き継いでいる。
クローヴィス
「クロービス」とも。「ドラゴンバスター」の主人公「クロービス」。スーパーファミスタ5で初登場。先述作をはじめ多くの登場作では、強肩堅守の左打ちの外野手として登場する。アップデート版クライマックスでは後者の表記で、バランスの取れた両打ちの外野手になっている。
クロノア
「風のクロノア」の主人公「クロノア」。PS版ワースタシリーズなどで俊足（ワールドスタジアム5など巧打力が高い設定の作品もある）の二塁手として、アーケード版では投手として登場。クライマックスではバンダイナムコスターズに所属している。ファミスタ2020のファミストーリーではCランク大会の対戦相手「クロノアーズ」の内野手として登場。キャプテンを務めており、ナムコスターズ時代には大分劣るがバント・走力・メインサブ共に守備力Cと俊足堅守の面影は残っている。
グロブダー
「ゼビウス」に登場する敵キャラクター及び同名のシューティングゲームの自機に由来。スーパーファミスタ5に右サイドスローの変化球投手として登場。アップデート版クライマックスでは球速が高く、下変化が得意な本格派リリーフ投手になっている。
コアクマン
「こあくまん」とも。「ワルキューレの冒険」等ワルキューレシリーズに登場するキャラクター。ファミスタ3～4、ファミスタ'94に右打ちの７番打者として登場（後者が「こあくまん」表記）。ファミスタ'94ではナムコスターズ初の女性捕手を務めた。
ごうりい
「ゴーリーゴースト」に由来。スーパーファミスタで左アンダースローのリリーフ投手として登場。
コズモ
「こずも」とも。「コズモギャングズ」のキャラクターに由来。スーパーファミスタ2などで2番・遊撃手、ギアスタジアム平成版では6番打者として登場。クライマックス以降はライバルーズ→ブラックナムコスターズに所属している。
KOS-MOS
「コスモス」とも。「ゼノサーガシリーズ」に登場するアンドロイド。オンライン・熱スタシリーズ・DS版で先発型の投手として登場。速球はずば抜けて速いが、スタミナが切れるのも早い。2011では登録名が「コスモス」となり、下変化が得意なバランス型先発投手になっている。
こまんと
「サイバーコマンド」に由来。ギアスタジアム平成版において、右の先発投手として登場。

### さ行
さあきっと
「ファミリーサーキット」に由来。スーパーファミスタにチーム内ではぴのに次ぐ走力を持つ控え中堅手として登場。
相楽 奈美子（さがら なみこ）
「ドリフトスピリッツ」の登場人物に由来。アップデートで追加された選手で、ファミスタ2020に対戦限定だがパスワードを入力すると投手兼外野手の二刀流の選手として登場。投手としてはウインドミル投法が特徴的なバランスの取れた選手、外野手としては俊足が武器の選手となっている。また、ドリフトスピリッツでもファミスタとのコラボを行っており、全ステータスの1桁目が名前にちなんで全て7となっている。
サメサメ
「サメサメパニック」に由来。ファミスタ64に俊足堅守の控え外野手として登場。ファミスタ64での選手コメントは「反射神経で勝負!」。
サンドラ
声 - 竹田海渡
「さんとら」、「さんどら」とも。ワルキューレシリーズのキャラクター及び「サンドラの大冒険 ワルキューレとの出逢い」の主人公「クリノ・サンドラ」。1988年のPCエンジン版ワースタで初登場。代打の切り札として登場したのち、ファミスタ'90からファミスタ'93まではクリーンナップとして登場。その後SUPERワールドスタジアムシリーズで復帰し、ファミリースタジアム2003・熱スタシリーズ・オンライン版・DS版などに登場。ワースタとファミスタ'88では俊足だったが、基本的には鈍足のパワーヒッター。2011ではナムコレジェンズに所属。エボリューションでは未登場だが、ブラックナムコスターズのサビーヌの説明にサンドラの名前が登場している。ファミスタ2020で再び登場、ファミストーリーではナムコスターズのチームメイトとして登場しており、ファミストーリーのみ150km/hの速球のみを投げれる二刀流となっている。
1998年の『ナムコ公式ガイドブック「ワールドスタジアム2」』では、ナムスポ解説者として「かせんじき球場教室」（ゲームの操作方法を解説していくコーナー）にて登場し、謎のコーチにいろいろと文句を言われた。
詩花（しいか）
アイドルマスターステラステージの登場人物「詩花」。エボリューションで投打ともにバランスのとれた二刀流の先発投手兼外野手として登場。
ジークフリート
ソウルシリーズの登場人物「ジークフリート・シュタウフェン」。携帯アプリ版でノックアウツの選手として登場している。2011ではナムコスターズに所属し、強打の3番･三塁手として登場。ファミスタ2020のファミストーリーではAランク大会の対戦相手「ソウルキャリバーズ」にも登場。パワー・肩力・守備力Bと攻守に優れた三塁手。
じうべ
「じうへ」とも。「じゅうべえくえすと」の主人公「柳生じゅうべえ」。プロ野球ワールドスタジアム'91、ギアスタジアムに右打ちの代打として登場。
シオ
「GOD EATER」の登場人物。2011で巧打堅守の控え外野手として登場。ファミスタ2020のファミストーリーではAランク大会の対戦相手「ゴッドイーターズ」の一塁手として登場。パワーBと長打力があり、守備もBと高水準の選手。
ジオソード
「スターブレード」に登場する同名の戦闘機に由来。スーパーファミスタ3～4で右投げ右打ちの7番・捕手として登場。
シオン
ゼノサーガシリーズの主人公「シオン・ウヅキ」。ファミスタアドバンスにおいて、右投げの先発投手として登場。2011においてはバランス型の控え遊撃手として登場。
シグナス
「ファイネストアワー」に登場するロボット。スーパーファミスタ5に右投げの投手として登場。
四条 貴音（しじょう たかね）
「THE IDOLM@STER」の登場人物。オンライン2011年版に登場。守備力の高い外野手。打力は低い。背番号は誕生日から取ったと思しき21。
島村 卯月（しまむら うづき）
「アイドルマスター シンデレラガールズ」の登場人物。アップデート版クライマックスではバンダイナムコスターズの一員、エボリューションではナムコスターズの選手として登場。走攻守揃った二塁手だが、パワーはやや低め。クライマックスでは「春日未来」、「天道輝」、「佐野ピッカリ」、「ロング門倉」同様、対戦では登録されず、ドリームペナントしか使えなかった。
シャオユウ
鉄拳シリーズのキャラクター「リン・シャオユウ」。SUPERワールドスタジアム'98～1999で大和撫子プリティーズ→ニコタマギャルズの選手として登場後、SUPERワールドスタジアム2000～2001に投手として登場。ファミスタ2020のファミストーリーではAランク大会の対戦相手「テッケンズ」の外野手として登場。パワーと走力Bと攻撃面は良いが守備力は肩力C・守備力Dと若干難のある選手。
ジャックス
「B.J.」、「じやく」とも。「ボールジャックス」に由来。ボールジャックス（Ball Jacks）の略称である「B.J.」の名でファミスタ3にスイッチヒッターの代打として初登場。「ジャックス」の名で登場したスーパーファミスタ3では左バッターに転向し6番・一塁手のレギュラーとなったが、ギアスタジアム平成版（この作品ではじやく名義）やファミスタ4では再びスイッチヒッターの代打に戻った。
シャロン
「ニューマンアスレチックス」及び「マッハブレイカーズ」に登場するキャラクター「シャロン・レアール」。SUPERワールドスタジアム'98～1999では大和撫子プリティーズ→ニコタマギャルズの選手として登場。クライマックス・エボリューションではナムコスターズに所属し、俊足の遊撃手として登場。
シュータウェイ
「しゅたうえ」とも。同名のクレーシューティングゲームに由来。ファミスタ3～4では前者、ファミスタ'94では後者の登録名で左のリリーフ投手として登場。
ショーレビュー
メダルゲーム機「ショーレビュー」に由来。ファミスタ3～4に左打ちの代打として登場。
ジョグコン
BNEIが旧ナムコ時代に発売した同名のゲームコントローラに由来。右変化のみ突出した右投げのトルネード投法の中継ぎ投手として[ワールドスタジアム3に登場したが、続編のワールドスタジアム4からは同じく右投げのトルネード投法であるモモが先発投手として登場している事もあり、左変化のみ突出した左投げのトルネード投法の中継ぎ投手に転向した。
じょっきい
「じよつき」、「ジョッキー」とも。「ファミリージョッキー」に由来。ファミスタ'92～'93・スーパーファミスタに俊足の控え遊撃手として登場。ファミスタ2020のファミストーリーではファイガが所属する「シナーガシーサイズ」の選手の1人として登場。控え遊撃手だが、全能力がB以上という高ステータスの選手。
ジョッキー2(ジョッキーツー)
「ファミリージョッキー2 名馬の血統」に由来。ファミスタ3～4に俊足･右打ちの代打として登場。選手名の「2」の部分は右部分が少し欠けた状態になっている。
しよつぷ
乗り物の「ばーがーしょっぷ」に由来。ファミスタ'90は先発投手、ファミスタ'91・ゲームボーイ版ファミスタにリリーフ投手として登場。『ナムコ公式ガイドブック「ワールドスタジアム2」』の「ナムコスターズ選手名鑑」では「オーダイン」作中に登場するアイテムショップに由来と明記されているが、正式名称は「アイテムショップ」ではなく「空中IN」である。
白怒火（しらぬい）
「未来忍者」の主人公。スーパーファミスタ3～5・ワールドスタジアムEXで右投げの投手として登場。いずれも変化率は軒並み小さく、球速は136 - 140キロ程度で防御率含め能力の低いリリーフ投手。スーパーファミスタ時代はオーバースローだったが、EXではサイドスローになっている。
シルク
「ゆめりあ」に登場する謎のキャラクター。2011に強肩好守の控え外野手として登場。
仁（じん）
「風間仁」とも。「鉄拳3」の主人公「風間仁」。ワールドスタジアム2で強打強肩の5番・遊撃手として登場。SUPERワールドスタジアム'98では鉄拳ウォリアーズの5番・中堅手として登場。ファミスタ2020のファミストーリーではAランク大会の対戦相手「テッケンズ」の遊撃手として登場。パワーBと長打力は健在。
『ナムコ公式ガイドブック「ワールドスタジアム2」』にて『明日のスターを目指して 分身くんプロになる』（『分身くん』モード攻略法解説）のコーナーにテスト生先輩としての講師として登場。分身くんの攻略法を伝授した。
スウィート
「すいいと」、「すういと」、「すうぃーと」とも。「スウィートランド」に由来。主にファミコン版などで右の軟投派投手として登場。ファミスタ64での選手コメントは「キレで勝負だ期待の右腕」。クライマックスではバンダイナムコスターズに所属。クライマックス・エボリューションではスウィートランド5に近い風貌をしており、右変化が極端に高く、それ以外の能力は平均以下のリリーフ投手になっている。
すかい
フライトシューティングゲームの「スカイミッション」に由来。同名ゲームと同じく1992年に発売されたファミスタ'93で俊足･堅守･強肩が特徴の外野手（右打ち）として登場し、守備力・肩力は同作品最高ランクに設定されている（同作品では、守備力・肩力がそれぞれ高い順に、U,S,A,B,C,Dのいずれかに設定）。
スカイキッド
同名のシューティングゲームに由来。スーパーファミスタ2に俊足の控え左翼手として登場。
すずか（ゲームボーイ版）
「ウイニングラン鈴鹿GP」に由来。ゲームボーイ版ファミスタに右の先発投手として登場。
すずか（ファミコン版）
「スズカエイトアワーズ」に由来。ファミスタ'93～'94に右投げの先発投手として登場。ファミスタ'93では、まさかりに似た設定で登場。
ススム
ホリ・ススム参照。
スターノイド
「スターラスター」に登場する謎のキャラクター。ワールドスタジアムEXでは両打ちで、遊撃をはじめ内野ならどこでも守れるユーティリティプレイヤーとして登場。また、同作品ではチーム1の強肩の持ち主。
スタン
「テイルズ オブ デスティニー」の主人公「スタン・エルロン」。ワールドスタジアム2で好打の3番・三塁手として登場。ファミスタ2020のファミストーリーではAランク大会の対戦相手「テイルーズ」の二塁手として登場。バント・守備力共にBと小技に長けた選手となっている。
スパフ
「スパイラルフォール」に由来。ファミスタグランドスラムに6番打者として登場。
スレッド
「すれっど」とも。「サイバースレッド」に由来。ファミスタ'94・スーパーファミスタ3～4に「スウィート」と似た設定の投手として登場。
ゼビウス
「せひうす」、「ぜひうす」、「XEVI」とも。同名のシューティングゲームに由来。初代ファミスタ以降、主に投手として登場。SUPERワールドスタジアム'98では3番・左翼手として登場。
ファミリースタジアム2003の「選手村モード」に登場する人物の会話において、「ソルバルウ」と同一人物ということになっているがDS版・オンラインではゼビウスとソルバルウがそれぞれ別人として登場（後述）。2011ではソルバルウと共にナムコレジェンズ所属となっているが、カードダスには砲台からボールを発射する要塞・アンドアジェネシスが描かれている。初代～'87の説明書での紹介文は「フォークを武器とする不思議な魅力の投手だ。」、ファミスタ64での選手コメントは「説明無用のベテラン健在」。
セブン
「7〜モールモースの騎兵隊〜」に由来。ワールドスタジアム5、ファミスタアドバンスに三塁手として登場。背番号はその名前の通り「7」である。ワースタ5では長打力がないが、打撃成績は良い巧打の選手で、ファミスタアドバンスでは3割を記録している巧打者として登場。
セラージュ
同名のプリントシール機に由来。ファミスタ64に左の中継ぎ投手として登場。ファミスタ64での選手コメントは「貴重な左の中継ぎ投手」。
ゼロス
「ゼロス」に由来。ファミスタグランドスラムに9番打者として登場。
ソウルエッジ
同名の格闘アクションゲーム 及びソウルシリーズに登場する武器に由来。スーパーファミスタ5で8番・捕手、ファミスタ64で7番・三塁手として登場。ファミスタ64での選手コメントは「剣をバットに持ち替えて」。
ソーマ
「GOD EATER」の登場人物「ソーマ・シックザール」。2011で俊足好打の5番・左翼手として登場。プファミスタ2020のファミストーリーではAランク大会の対戦相手「ゴッドイーターズ」の外野手として登場。チームのキャプテンを務めており、走力・肩力・守備力Bと走守に優れ、パワーは低いがミート・バントと共にCと平均値以上の好選手。
ゾルギア
「ギャラクシアン3 シアター6」の新シナリオ「アタック オブ ザ ゾルギア」に登場する宇宙怪獣。スーパーファミスタ4に5番・二塁手、SUPERワールドスタジアム'98～1999に右投げの先発投手として登場。
ソルバルウ
「そるはる」とも。「ゼビウス」に登場する同名戦闘機に由来。また、同名の大型筐体ゲーム「ソルバルウ」も存在する。スーパーファミスタ2で登場した時は足を高く上げるフォームであったが、その後は普通のオーバースローを経て、ワールドスタジアムEXからDS版ファミスタまではアンダースローだった。3DS版以降は再びオーバースローに戻っている。
ファミリースタジアム2003の「選手村モード」に登場する人物の会話において、「ゼビウス（せひうす）」と同一人物ということになっている。前述の通り、ファミスタDS以降はゼビウスとソルバルウがそれぞれ別人として登場しており、2011ではナムコレジェンズに所属。カードダスにはボールを発射するソルバルウが描かれている。ファミスタ2020のファミストーリーではナムコスターズのチームメイトとして登場しており、リリーフ投手として登録されている。

### た行
タイクラ
「タイムクライシス5」に由来。クライマックスではバンダイナムコスターズ、エボリューションではナムコスターズの選手として登場。左右の変化量が大きい左投げのリリーフ投手。
タイゾウ
「ディグダグ」を参照。
高槻 やよい（たかつき やよい）
「THE IDOLM@STER」の登場人物。オンライン2011年版に登場。走力の高い外野手。背番号は誕生日から取ったと思しき25。
タキ
「ソウルシリーズ」のキャラクター「タキ」。SUPERワールドスタジアム'98～1999で大和撫子プリティーズ→ニコタマギャルズに在籍後、2000～2001に3番打者として登場。ファミスタ2020のファミストーリーではAランク大会の対戦相手「ソウルキャリバーズ」の外野手として登場。走力・守備力共にBで走力はチーム内トップ。
タクト
「ワギャンパラダイス」の主人公の一人「タクト」。スーパーファミスタ4で右打ちの2番・遊撃手として登場。
たこいか
「ワニワニパニック」シリーズの一作「たこいかぱにっく」に由来。ギアスタジアム平成版とスーパーファミスタ5で俊足堅守の外野手として登場。
立つドン（たつドン）
「太鼓の達人」シリーズより、「太鼓の達人」制作スタッフがニコニコ生放送内で描いた二足歩行の和田どんに由来。クライマックスではバンダイナムコスターズ、エボリューションではナムコスターズに所属。「どんちゃん」とは別の選手でパワーのみ最強だが、それ以外の能力は全選手最弱という両極端の選手。また、初期能力はパワー以外の能力が全て8という数値になっている（エボリューションでは野手能力だけではなく投手能力までもが全て8に設定されている）。
たろすけ
「妖怪道中記」の主人公。ファミスタ'87～88、ワースタで三塁手として登場後、ファミスタ'89以降は主にスタメン捕手として登場。ゲームボーイ版ファミスタで外野手、ワールドスタジアムEX等で軟投派の先発投手としても登場する作品もある。2011ではナムコレジェンズに所属。ファミスタ2020のファミストーリーではファイガが所属する「シナーガシーサイズ」の選手の1人として登場。ゲームボーイ版以来の外野手登録となっており、A+というチーム屈指の強肩が武器。また、ファミスタ2020の対戦でも登場しており、ポジションは捕手として登録されている。ファミスタ'87の説明書の紹介文は「気合だ、気合の打撃だ!」。
たんく
「タンクフォース」に由来。ファミスタ2で強打の5番打者として登場。
タンク
上述の「たんく」とは全く別の選手で、「TANK!TANK!TANK!」に由来。クライマックスでバンダイナムコスターズに所属し、パワーと肩のみが突出している控え捕手として登場。
たんま
「さんま」を参照。
ちやつぷ
「ロンパーズ」の主人公「チャップ」。ファミスタ'89に2番・遊撃手として登場。
ツッコミ
「つっこみ養成ギプス ナイス★ツッコミ」に由来。ファミリースタジアム2003で155キロの速球を投げる右の中継ぎ投手として登場。
釣りスピ（つりスピ）
アーケード釣りゲーム「釣りスピリッツ」に由来。クライマックスでバンダイナムコスターズの控え遊撃手として登場。ミートの高いアベレージヒッターで、守備能力が低い。選手としての登場ではないがファミスタ2020のファミストーリーのBランク大会ではSwitch版のキャラとオオモノ達の連合チーム、「釣りスピーズ」が登場している。
DSUPI（でぃーすぴ）
「ドラゴンスピリット」に由来。MSX版で右アンダースローのリリーフ投手として登場。
ディグダグ
同名のゲームシリーズの主人公。スーパーファミスタ2で控えの二塁手、ワールドスタジアムEXで控えの捕手、SUPERワールドスタジアム'98～1999で投手として登場。後に「ミスタードリラー」シリーズにおいて、主人公ホリ・ススムの父親「ホリ・タイゾウ」という後付け設定がなされ、オンライン以降は「タイゾウ」として投手で登場している。ファミスタ2020のファミストーリーではCランク大会の対戦相手「ドリラーズ」の内野手兼リリーフ投手の二刀流投手として登場、また、対戦でも引き続きリリーフ投手として登録されている。
テイルズ
「テイルズ オブ ファンタジア」に由来。ファミスタ64等で内野手として登場。ファミスタ64での選手コメントは「おしゃべり好きな大型選手」。選手としての登場ではないがファミスタ2020でのファミストーリーのAランク大会ではテイルズシリーズの主人公キャラで構成されたチーム、「テイルーズ」が登場している。
テクノ
「テクノドライブ」に由来。ワンダースタジアム・ワンダースタジアム'99で左打ちの3番・三塁手として登場。
てつけん
格闘ゲーム「鉄拳」に由来。ギアスタジアム平成版でプライムに近い能力の3番打者として登場。
デビル一八（デビルかずや）
「デビルカズヤ」、「デビル」とも。「鉄拳2」の最終ボスキャラクター。スーパーファミスタ5に右投げの投手として登場。変身する前の姿である「カズヤ」よりも早くナムコスターズの一員として登場している。SUPERワールドスタジアム'98では鉄拳ウォリアーズ、クライマックス以降はライバルーズ→ブラックナムコスターズの一員として登場。
天現寺（てんげんじ）
「バーニングフォース」の主人公「天現寺ひろみ」。SUPERワールドスタジアム1999でニコタマギャルズに在籍後、2000～2001に投手として登場。
天道 輝（てんどう てる）
「アイドルマスター SideM」の登場人物。アップデート版クライマックスでバンダイナムコスターズの一員として登場し、エボリューションではナムコスターズの選手として登場。強肩強打が自慢の捕手。クライマックスでは「島村卯月」、「春日未来」、「佐野ピッカリ」、「ロング門倉」同様、対戦では登録されず、ドリームペナントしか使えなかった。
Dr.ダン（ドクターダン）
「ガンバレット」の主人公キャラの一人。ワールドスタジアム2～3、SUPERワールドスタジアム2000～2001に右投げの投手として登場。
Dr.ドン（ドクタードン）
「ガンバレット」の主人公キャラの一人。ワールドスタジアム2～3に右投げ左打ちの控え外野手として登場。ミート力だけが突出している（2は勝負強さも兼ね備えていた）。
とふかふ
「リブルラブル」に登場する妖精「トプカプ」。初代ファミスタに俊足である右打ちの代打として登場。ファミスタ2020のファミストーリーではファイガが所属する「シナーガシーサイズ」の選手の1人として登場。実に初代以来34年振りの登場となり、150km/hの速球と落ちる球が武器のリリーフ投手となっている。説明書での紹介文は「“意外性のとふかふ”と異名をとる技巧派。」。
泊博士（とまりはかせ）
「とまり」とも。「オーダイン」の主人公「泊裕一郎（とまりゆういちろう）」。ファミスタ'88～'90に打者として登場。二番→七番→代打を転々とした。SUPERワールドスタジアム'98では「泊博士」の名前で登場。ファミスタ2020のファミストーリーではファイガが所属する「シナーガシーサイズ」の選手の1人として登場。パワー以外の能力が全てAかA+というファイガに次ぐチーム最強の二塁手。
ドラグーン
「ギャラクシアン3」の自機となる重戦闘機「ドラグーン」に由来。スーパーファミスタ3～4に左サイドスローの軟投派リリーフ投手として登場。
ドリスピ
スマートフォン向けレースゲーム「ドリフトスピリッツ」に由来。クライマックスでバンダイナムコスターズの6番・遊撃手として登場。元がレースゲームのため、チーム一の走力を持つ。
ドルアーガ
「ドルアーガの塔」の悪役「ドルアーガ」。SUPERワールドスタジアム'98に左打ちの代打として登場。後に投手として極アクダマーズの一員としても登場した。クライマックス以降はライバルーズ→ブラックナムコスターズの一員として登場。
トレマン
「トレジャーマウンテン」に由来。ファミスタグランドスラムに8番打者として登場。
どんちゃん
「和田どん」を参照。

### な行
永瀬麗子（ながせれいこ）
「麗子」とも。「レイジレーサー」等リッジレーサーシリーズの登場人物。ワールドスタジアム3で控えの外野手として初登場し、その後のシリーズでも控えの外野手として登場。SUPERワールドスタジアム1999ではニコタマギャルズの3番・左翼手として登場している。
中村（なかむら）
旧ナムコ（NBGI）創業者中村雅哉に由来。監督として登場。詳細は当該項を参照。
ナジャヴ
「ナムコ・ナンジャタウン」のマスコットキャラクター「ナジャヴ・ナンジャ」。ファミスタ64からファミスタアドバンスでは内野手、SUPERワールドスタジアム2000～2001と熱スタシリーズ以降は投手として登場。ファミスタ64での選手コメントは「可愛い、新マスコット」。
ニーナ
「鉄拳シリーズ」のキャラクター及び「デス バイ ディグリーズ」の主人公である「ニーナ・ウィリアムズ」。SUPERワースタシリーズで大和撫子プリティーズ→ニコタマギャルズに在籍後、ワールドスタジアム5に打撃成績こそ普通だが実は長打力が高い強肩堅守の8番･左翼手として登場。2011では左右の変化が大きい軟投派の先発投手として登場している。ファミスタ2020のファミストーリーではAランク大会の対戦相手「テッケンズ」の内野手として、ミート・走力共にBと俊足巧打の選手として登場している。守備力も高いオールラウンダーの選手。
ニャームコ
声 - 神島正和
「にやむこ」とも。同名のロボット及び「マッピー」に登場する敵キャラクター。初代ファミスタ、ファミスタ'87でスタメンの捕手として登場した。ワールドスタジアムEXでは、控えの外野手として登場。チーム唯一の守備力Bランク（同作品は、高い順から、S,A,B,C,D,Eの6段階ある）を持つ選手だった。ワールドスタジアム3ではリックの能力を受け継ぐ鈍足弱肩の先発捕手として登場。SUPERワールドスタジアム'98～1999では右アンダースローの投手として登場。クライマックス・エボリューションではライバルーズ→ブラックナムコスターズに所属。ファミスタ2020では再びナムコスターズ所属となり、ファミストーリーではナムコスターズのチームメイトとして登場している。初代の説明書での紹介文は「親分はだの人気者。ノロイのが欠点。」、ファミスタ'87の説明書での紹介文は「足のノロさが災いし、6番に降格。」。
ニューコム
「エースコンバット3 エレクトロスフィア」に登場する企業「ニューコム」に由来。ワールドスタジアム4に堅守の7番・遊撃手として登場。
にゅーまん
「ニューマンアスレチックス」に登場する超人（ニューマン）選手に由来。ファミスタ'94に登場。両打ちの控え三塁手。
ネイト
「ゆめりあ」のキャラクター。オンライン・DSシリーズ・熱スタシリーズで堅守が自慢の控え遊撃手として登場。
ネココ
「ネコ・トモ」のキャラクター。エボリューションで守備力が非常に高い二番・右翼手として登場。また、サブポジションのショートもメインポジションの外野並に守れる。
ねねこ
「ゆめりあ」のキャラクター。オンライン・DSシリーズ・熱スタシリーズで俊足が売りの控え二塁手として登場。
ノワーズ
旧ナムコが1993～2006年に発行していたPR誌「ノワーズ」に由来。ワンダースタジアム、ワンダースタジアム'99に左打ちの控え捕手として登場。

### は行
ばうらあ
「ぼうらあ」の一部攻略本での誤植。「ぼうらあ」を参照。
萩原 雪歩（はぎわら ゆきほ）
「THE IDOLM@STER」の登場人物。オンライン2011年版に登場。アンダースローの先発投手で、球速が119km/hと非常に遅い。背番号は誕生日から取ったと思しき24。
パコ
「ぱこ」とも。「マーベルランド」の主人公。控え外野手としての登場が多いが、ゲームボーイ版ファミスタでは8番・捕手、ワールドスタジアムEXでは右スリークォーターの中継ぎ投手として登場。
はちはち
「ギャラガ'88」に由来。PCエンジン版プロ野球ワールドスタジアムに登場。「きやらか」、「きやらはち」と同じく左アンダースローのリリーフ投手という設定だが、150キロの球速と大きい左変化が特徴。
パック
声 - 古谷徹
「ぱつく」、「ぱっく」、「ぱっくまん」、「パックマン」、「PAC」とも。シリーズ通して不動の4番打者だが、アーケード版では投手をつとめることもある。2011ではナムコレジェンズに所属。ファミスタ2020でのファミストーリーの主人公。地球の危機を救う唯一のファミスラッガーとしてナムコスターズを引っ張る。ファミスタ'86～'87の説明書での紹介文は「ナムコスターズ、不動の4番打者だ。」、ファミスタ64での選手コメントは「説明無用のベテラン健在」。
ぱねる
「メガパネル」に由来。ギアスタジアム平成版で右の代打として登場。
ばぶる
「ゴーリーゴースト」の続編である「バブルトラブル」に由来。ファミスタ'93に左投げの先発投手として登場。
バベル
「バベルの塔」に由来。ファミスタ64に強肩の控え捕手として登場。ファミスタ64での選手コメントは「壁は厚いが正捕手を目指す」。
早入れ（はやいれ）
エレメカ「空気早入れ選手権」に由来。スーパーファミスタ5に左打ちの6番・二塁手として登場。
早押し（はやおし）
「はやおし」とも。エレメカ「ボタン早押し選手権」に由来。ファミスタ3～4とファミスタ'94で左投げのリリーフ投手、スーパーファミスタ3では左打ちの5番・二塁手として登場。
BARI-ペン（バリペン）
「サイバーサイクルズ」の隠しキャラクター「BARI-ペン」（赤いスクーターに乗ったペンギン）。スーパーファミスタ5に速球が武器の左投げの投手として登場。
ハロン
「ファイナルハロン」に由来。ワンダースタジアム、ワンダースタジアム'99に7番・遊撃手として登場。
バロン
「ばろん」とも。「スカイキッド」の主人公「バロン」。ファミスタ'86に2番・二塁手として登場したのち、ワールドスタジアムEXで150キロの速球と左右の大きな変化率を持つ左投げの抑え投手として再登場。ワールドスタジアム4～5、ファミリースタジアム2003では先発投手で登場。ファミスタ2020のファミストーリーではファイガが所属する「シナーガシーサイズ」の選手の1人として登場。ファミスタ'86以来の野手登録となっており、バント以外の能力はC以上とバランスの取れた遊撃手兼三塁手。初代の説明書での紹介文は「小回りのきく、デビューしたてのホープ。」。
パンダ
「鉄拳シリーズ」に登場するパンダ。SUPERワースタシリーズで大和撫子プリティーズ→ニコタマギャルズ→ナムコオールスターズにパンダ（♀）として、携帯アプリ版ではノックアウツの選手として登場。2011にはナムコスターズに所属し、走力はチーム最低だが、パワーと肩力の高い控え捕手として登場。
パンダナメコ
BNEIの関連会社・バンダイナムコオンラインのイメージキャラクター。名前は「バンダイナムコ」のもじりで、その名の通り頭部にナメコが生えているパンダである。オンラインで巧打の外野手として2009年度に初登場。その後イベントで二塁手バージョンが育成選手として配布された（ナムコスターズ所属ではなく育成選手チーム所属）。
パンチン
「パンチンパイレーツ」に由来。スーパーファミスタ5で左サイドスローの抑え投手として登場。150キロの速球、大きめの変化率を持つ。『ナムコ公式ガイドブック「ワールドスタジアム2」』の「ナムコスターズ選手名鑑」ではパンチ力測定機の「パンチングアウト」に由来と明記されているが、ナムコが発売したパンチ力測定機は「ノックアウト」である。
びーくる
「ビークル」とも。「ナムコ・ワンダーエッグ」のアトラクション「バーチャルビークル」に由来。ファミスタ3～4、ファミスタ'94に右サイドスローの先発投手として登場。
ピストル大名
「ぴすとる」、「ひすとる」とも。「超絶倫人ベラボーマン」の同名敵キャラ及び「ピストル大名の冒険」の主人公「ピストル大名」。プロ野球ワールドスタジアム'91とギアスタジアムに右打ちの代打として登場。クライマックス以降はライバルーズ→ブラックナムコスターズに所属。強肩が自慢の選手になっている。
ヒソピソ
「ワギャンランド」シリーズの同名キャラ「ヒソピソ」。スーパーファミスタ2で、右の変化球とフォークが武器の先発投手として登場。
びたみーな
「ビタミーナ王国物語」に由来。ファミスタ2、ファミスタ'93に左打ちの控え三塁手として登場。ファミスタ2では全ての能力が低い選手だったが、ファミスタ'93では代打一の長打力を誇っていた。
ひとみ
「吉乃ひとみ」を参照。
ピノ
声 - 落合福嗣（リターンズ、2020）
「ぴの」、「PINO」とも。ファミスタ'86では控えだったが、ファミスタ'87以降は不動の1番打者。チーム中で最強の走力を誇る。2011ではナムコレジェンズに所属。ファミスタ2020のファミストーリーではパックの幼なじみであり、ナムコスターズのチームメイトとして登場している。初代の説明書での紹介文は「リーグで1番の快速。レギュラーでも充分だ。」、ファミスタ'87の説明書での紹介文は「リーグNo.1の快足、レギュラーを獲得。」、ファミスタ64での選手コメントは「言わずと知れた快速一番」。
ピピ
声 - 田邊幸輔
「ぴぴ」とも。名前の由来は「ポールポジション」の意味。ファミスタ'86と'87に左投げの先発投手として登場。ファミスタ2003でワンポイントリリーフとして復活して以降は、ほとんどの作品で先発投手として登場している。2011ではナムコレジェンズに所属。ファミスタ2020のファミストーリーではナムコスターズのチームメイトとして登場している。初代の説明書での紹介文は「800馬力を駆使するナムコスターズのエース!」（ファミスタ'87では「800馬力を駆使するナムコスターズのエース。」）。
ヒューポー
「風のクロノア」シリーズの同名キャラ「ヒューポー」。ワールドスタジアム2に、速球が武器の中継ぎ投手として登場。
ピンキー
声 - 天希かのん
「パックマン」の敵キャラクターに由来。ファミスタ2020にリリーフ投手兼遊撃手兼捕手の二刀流の選手として登場。他選手よりも能力は若干劣るが、どんなポジションでもそつなくこなすプレーが持ち味。ファミストーリーではファイガがキャプテンを務める「シナーガシーサイズ」のメンバーの一人として登場。シーサイズ戦後はナムコスターズに加入することになる。
ファイガ
声 - 新井良平
「ふあいか」、「ふぁいが」とも。「ディグダグ」の敵キャラクター。初代ファミスタに「ふあいか」の名前で3番･一塁手として登場（打率はチーム最高の.310に設定）。その後、SUPERワースタ'98・熱スタシリーズ・オンライン・DS版・エボリューションにおいて「ふぁいが」ないしは「ファイガ」で登場している。エボリューションではブラックナムコスターズで一塁手として所属。ファミスタ2020では再びナムコスターズに戻り、一塁手兼先発投手の二刀流の選手として登場。巧みなバットコントロールと150km/h台の速球が持ち味。ファミストーリーではプロ野球に匹敵する強さを誇る「シナーガシーサイズ」のキャプテンとして登場。パックをライバル視しており、パックに度々勝負に挑んでいる。シーサイズ戦後はナムコスターズに加入することになる。初代の説明書での紹介文は「ベテランだが、バッティングは健在だ。」。
1998年4月29日発売の『ナムコ公式ガイドブック「ワールドスタジアム2」』では、特集ページにおいて「ふおいか」で表記されており、『「ふあいか」で登録されるはずだったが、間違えてしまった』という旨の記述があるが、ゲーム・説明書・攻略本においてその表記がなされたことはない。
なお、上記の特集ページにおいて「ふおいか」を自称する形で野球評論家として登場しており、野球評論家「ふおいか」が語る形の歴史コラムが記述されている（同文中には「ふぉいか」表記もみられる）。
ファミスタ
「ふあみすた」とも。ナムコスターズ発祥作品である「プロ野球ファミリースタジアム」の略称に由来。スーパーファミスタに後者の登録名で5番・右翼手として登場したのち、モバイルシリーズでは前者の登録名で登場している。それ以前にも、PCE版ワールドスタジアムでは隠しチームでシルエットが黒一色のブラックカラーズに「ふあみす」名義で投手として登場していた。
ファミスタくん
上記のファミスタとは別選手。「初代ファミスタ」のパッケージに描かれていたキャラクターで、エボリューション・2020ではマスコット選手として登場。全体的に能力はやや低いリリーフ投手だが、外野手と捕手が守れる二刀流選手。
また、新日本プロレスの永田裕志と共にトレーニングをし、能力が大幅に上がった超ファミスタくんがエボリューションの初回購入者特典で入手可能だった。
VRマン（ブイアールマン）
VRアミューズメント施設「VR ZONE」のマスコットキャラクター。エボリューションで球速は遅いものの、全体的に能力がまとまった軟投派のリリーフ投手として登場。
プーカァ
声 - 田中啓太郎
「ぷうか」、「プーカ」とも。「ディグダグ」の敵キャラクター。ファミスタ'86～'87に代打一番手として登場（'86では作中唯一の走力0（ゼロ）に設定された）。普通の走力だったファミスタ64以外の作品も鈍足。2011ではナムコレジェンズ、クライマックス・エボリューションではライバルーズ→ブラックナムコスターズに所属。ファミスタ2020では再びナムコスターズ所属となり、ファミストーリーではナムコスターズのチームメイトとして登場している。また、ポジションが外野手兼遊撃手と能力も変更されており、対戦では本来の作品同様鈍足強打の選手だが、ファミストーリーではチーム屈指の守備力を誇る選手となっている。初代～ファミスタ'87の説明書での紹介文は「足の遅さで代打となっているが、打力はあるぞ。」、ファミスタ64での選手コメントは「風船打法で打撃開眼」。
ふおいか
「ふあいか」の一部書籍での誤植。
ふおつくす
「ダートフォックス」に由来。ファミスタ'90にフォークが武器の右の先発投手として登場。
ふおとら
「フォートラックス」に由来。ファミスタ'91に先発投手として登場。前述のふおつくすと同じ能力を持つ。
プクプク
ナムコが1998年に発売した携帯型体脂肪計の「プクプクエステ」に由来。ワールドスタジアム4において、右スリークォーターの中継ぎ投手として登場。
フジオカ
「ふじおか」とも。1983年～1993年に当時のナムコが発行していた広報誌「NG」において、表紙イラストを描いた「藤岡さん」（藤岡勝利）。ファミスタ3～4・ファミコン版'94において登場（後者の登録名が「ふじおか」）。ファミスタ3,4では打率こそ1割台だが長打力のある控え野手、'94においては、前作'93の「すかい」と似た設定で登場（ただし、「すかい」とは違い、左打者として登場）。

双海 亜美（ふたみ あみ）
「THE IDOLM@STER」の登場人物。オンライン2011年版に登場。右投げの投手で、球速は122km/h。背番号は誕生日から取ったと思しき22。
フミジン
「ファミリージャンボ抽選会」に由来。ファミスタグランドスラムに2番打者として登場。
プライム
「ぷらいむ」とも。「Jリーグサッカー プライムゴール」に由来。ファミスタ3～4・ファミスタ'94・スーパーファミスタ3～5にかけて3番･左翼手で登場した、両打ちの外野手。走攻守三拍子そろっているのが特徴。「足の速さと打撃力の高さを兼ね備えた外野手」という設定は、後のギアスタジアム平成版の「てつけん」、ファミスタ64の「リチャード」、ワールドスタジアム3 の「リベロ」に引き継がれた。
ブリンキー
声 - ボルケーノ太田
「アカベー」とも。「パックマン」の敵キャラクターに由来。極アクダマーズ→ライバルーズ→ブラックナムコスターズでは投手だったがファミスタ2020でナムコスターズへ移籍し、外野手兼一塁手兼先発投手として登場。投手はファミスタエボリューションと同ステータスだが野手能力はバント値は全選手最低値だが、ミートとパワーの高さが特徴的の打撃型の選手。ファミストーリーではファイガがキャプテンを務める「シナーガシーサイズ」のメンバーの一人として登場。シーサイズ戦後はナムコスターズに加入することになる。
ブレード
「ぶれいど」とも。「スターブレード」に由来。スーパーファミスタで右投げの先発投手として登場後、その後も投手としてシリーズ数作品に出演。
プロウイ
「プロスペクティブウィナー」に由来。ファミスタグランドスラムに5番打者として登場。
プロップ
「プロップサイクル」に由来。ファミスタ64にフォークを得意とする投手として登場。ファミスタ64での選手コメントは「自転車で鍛えた脚力が自慢」。
ブンブン
「ぶんふん」とも。「ファミリーテニス」シリーズ、「スマッシュコート」シリーズの登場選手「ブンブン」。ファミスタ'88で代打として登場したのち、PS版ワールドスタジアムシリーズ・ファミリースタジアム2003・オンライン・熱スタシリーズ・DS版にて剛速球のリリーフ投手として登場。ファミスタ2020のファミストーリーではCランク大会の対戦相手「テニスーズ」の遊撃手として登場、ファミスタ'88以来となる野手登録だが守備能力が高い所以外は低くなっている。
平四郎（へいしろう）
「御剣平四郎（みつるぎへいしろう）」とも。ソウルシリーズのキャラクター「御剣平四郎」。主にPS版ワールドスタジアムシリーズなどの作品では強打の外野手として登場。ワールドスタジアム2では打撃力･走力･肩力こそないが堅守。携帯アプリ版ではノックアウツ、クライマックスではバンダイナムコスターズに所属。ファミスタ2020のファミストーリーではAランク大会の対戦相手「ソウルキャリバーズ」で外野手として登場。パワーはチーム内唯一のAにしてトップと長打力は健在。だが打球角度は低く、ラインドライブ系の打球傾向となっている。
平八（へいはち）
「三島平八（みしまへいはち）」とも。鉄拳シリーズのキャラクター「三島平八」。スーパーファミスタ5で強打の三塁手として初登場。以降の作品では強肩の捕手として登場する。2011やクライマックス以降は一塁手（ただしサブ守備として捕手も守れる）。ファミスタ64での選手コメントは「球界一のお金持ちSUPERワースタでは鉄拳キャラクターで構成された鉄拳ウォリアーズに所属しており、クライマックスではバンダイナムコスターズに所属。SUPERワースタ2000～2001とファミスタ2011では4番を務めた。
SUPERワールドスタジアム2001ではホームラン55本と当時最多本塁打だった王貞治の記録に並んでいる。ファミスタ2020のファミストーリーではAランク大会の対戦相手「テッケンズ」の一塁手として登場。チームのキャプテンを務めており、チーム唯一の打球角度B・パワーAの強打の選手で打球角度とパワーは共にチーム内トップ。
ベラボーマン
「べらほう」、「ベラボー」とも。「超絶倫人ベラボーマン」の主人公。ファミスタ'88に強打の控え野手として初登場。ワールドスタジアムEXに上記の登録名で控えの一塁手として登場したが、ウグイス嬢の呼称は「ベラボー」となっている。ファミリースタジアム2003では巧打の控え外野手。ファミスタクライマックスでは堅守の控え三塁手兼一塁手。SUPERワールドスタジアムシリーズでは1999が8番・DH、2000は控え捕手、2001は投手として登場。2011ではナムコレジェンズに所属。
ベルベット
「テイルズ オブ ベルセリア」の主人公「ベルベット・クラウ」。クライマックスでバンダイナムコスターズの4番・中翼手として登場。走攻守非常にバランスのとれた選手で、公式設定では右利きだが業魔手でボールを投げるためか左投げになっている。ファミスタ2020のファミストーリーではAランク大会の対戦相手「テイルーズ」の外野手兼一塁手として登場。ミートCパワーBで共にチーム内指折りの打撃力だが総合力は過去作ほど無く、代打専門の選手となっている。
ベロシティ
「クリティカルベロシティ」に由来。熱スタシリーズに先発投手として登場。熱スタ2007のリアルナムコスターズでは球種が全て埋まる多彩な変化球を投げる変化球投手として登場。
へろへろ
「ワープ&ワープ」の敵キャラクター。ファミスタ'86に代打で登場したのち、スーパーファミスタ4の裏ナムコスターズに「べろべろ」名義で代打として登場した。ファミスタ2020のファミストーリーではファイガが所属する「シナーガシーサイズ」の選手の1人として登場。チーム唯一のアンダースローで、全体的に能力は劣るものの変化球が平均的なリリーフ投手となっている。初代の説明書での紹介文は「ちょっと地味だが、根性だったら負けないよ。」。
ぼうらあ
「レッスルボール」に登場する選手「ボウラー」の総称に由来。ファミスタ'92で控えの一塁手として登場。双葉社から発行された攻略本『ファミスタ'92必勝攻略法』では「ばうらあ」に誤表記されている。
ぼー
「レスキューショット ブービーぼー」の主人公「ぼー」。ワールドスタジアム4に先発投手として、ワールドスタジアム5・ファミスタアドバンス・ファミリースタジアム2003では中継ぎ投手として登場。ワースタシリーズでは他の投手と違い、PocketStationの育成くん飲みで解禁される横回転しながら飛び上がってから投球するという特殊なフォームになっている。ワールドスタジアム4・5では投手としてはフォークの球速がストレートの球速より速い変わった選手で、ワールドスタジアム4のみ投手ながらミート力が高い選手だった。
ホーク
「めたるほく」とも。シューティングゲーム「メタルホーク」に由来。MSX版、ファミスタ'89、熱スタシリーズに投手として登場。熱スタ2007のリアルナムコスターズではナックルボーラーとして登場。
ポール
鉄拳シリーズのキャラクター「ポール・フェニックス」。SUPERワールドスタジアム'98に鉄拳ウォリアーズの先発投手として登場後、1999～2001にレギュラー野手として登場。1999では4番打者。ファミスタ2020のファミストーリーではAランク大会の対戦相手「テッケンズ」のリリーフ投手として登場。153キロの剛速球に球威Bのパワーピッチャーで変化球は曲がらないが決め球で補っており、守備力も投手ながら高い。
星井 美希（ほしい みき）
「THE IDOLM@STER」の登場人物。2011より登場。強力なカーブを得意とするリリーフ投手。背番号は39（みき）。
ボスコニアン
「ぼすこ」、「BOSCO」、「ボスコ」とも。同名シューティングゲームに由来。ファミスタ'86～87・MSX版・ファミスタ2003では右のアンダースロー投手、スーパーファミスタ2では左打ちで強肩堅守の控え左翼手。ファミスタ2020のファミストーリーではファイガが所属する「シナーガシーサイズ」の選手の1人として登場。投球フォームはオーバースローとなっており、147km/hの速球と落ちる球が武器のリリーフ投手。初代とファミスタ'87の説明書での紹介文は「アンダースローからくり出す変化球で勝負。」。
ぼの
プロ野球ワールドスタジアム（PCエンジン版第1作）やペナントレース版（PC-88VA）で右打ちの代打として登場。ナムコスターズの中で唯一由来が不明の選手。
ポプカ
「風のクロノア2」に登場するキャラクター。ファミスタアドバンスに俊足の8番・左翼手として登場。ファミスタ2020のファミストーリーではCランク大会の対戦相手「クロノアーズ」の三塁手として登場。打撃力と守備力が平均的の選手。
ホリ・ススム
「ホリススム」、「ススム」とも。「ミスタードリラー」シリーズの主人公。ワールドスタジアム5・ファミスタアドバンス・ファミリースタジアム2003では内野手だったが、SUPERワールドスタジアム2000とオンライン以降は投手として登場。ファミスタリターンズではナムコスターズJr.、ファミスタクライマックスではバンダイナムコスターズに所属。SUPERワールドスタジアム2000で登場した際は、ドリル型のバットを持って打席に入っている。プロ野球ファミスタ2020のファミストーリーではCランク大会の対戦相手の「ドリラーズ」として登場。チームのキャプテンを務めており、能力こそ落ちたもののファミスタクライマックス以降の能力であるスタミナと右変化の高さは変わらない。

### ま行
マウンテン
ルーレット形式のプライズマシン「ドッカーンマウンテン」に由来。ファミスタ64に右のサイドスロー投手として登場。ファミスタ64での選手コメントは「粘り強く投げ続ける」。
マキシ
ソウルシリーズのキャラクター「真喜志」。SUPERワールドスタジアム1999～2001にスタメン野手、ワールドスタジアム5・ファミリースタジアム2003に先発投手として登場。ファミスタ2020のファミストーリーではAランク大会の対戦相手「ソウルキャリバーズ」のリリーフ投手として登場。145キロの速球のみが特徴的の速球派投手。
マコ
「スーパーファミリーテニス」、「スマッシュコート」シリーズに登場する女性選手「マコ」。スーパーファミスタ3に控え右翼手、スーパーファミスタ4に控え一塁手として登場。打率･守備力･肩力は低いが、強打のスイッチヒッター。ファミスタ2020のファミストーリーではCランク大会の対戦相手「テニスーズ」の三塁手兼外野手として登場。能力は全ステータスが平均以下の控え野手となっている。
マコト
「マッハブレイカーズ」のキャラクター「マコト・コトブキ」。SUPERワールドスタジアム2000～2001に2番打者として登場。
まさむね
「独眼竜政宗」の主人公「伊達政宗」。プロ野球ワールドスタジアム（PCエンジン版第1作）において右打ちの6番・捕手として登場（設定は同年12月発売の'88で登場した「りゆうび」にそのまま引き継がれた）。
マサヤ
「中村」を参照。
まさやん
マサヤと同上。
マッピー
声 - 長江里加
「まつぴ」、「MAPPY」、「まつぴい」、「まぴい」、「まっぴい」とも。同名ゲーム及びその主人公キャラクター。ファミスタ'86で1番・中堅手として登場したのち、二塁手ないしは遊撃手として登場しているが、MSX版では「MAPPY」の登録名で1番・中堅手、SUPERワールドスタジアム'98とファミスタアドバンスでは三塁手として登場。2011ではナムコレジェンズに所属。ファミスタ2020のファミストーリーではナムコスターズのチームメイトとして登場している。初代の説明書での紹介文は「球場せましと走り回る俊足バッター。」、ファミスタ'87の説明書での紹介文は「かつての俊足バッターも、ついに代打要員。」、ファミスタ64での選手コメントは「ちょこまか動くマスコット」。
マルミ
音楽ゲーム「ミリオンヒッツ」の女性キャラクター。SUPERワールドスタジアム2001に右投げの先発投手として登場。
三浦 あずさ（みうら あずさ）
「THE IDOLM@STER」の登場人物。オンライン2011年版に登場。守備能力に優れた捕手で、一塁手を守ることもできる。背番号は誕生日から取ったと思しき19。
三島 一美（みしま かずみ）
鉄拳シリーズのキャラクター「三島一美」。エボリューションで球威こそ多少低いが、球速と左右の変化量が持ち味のリリーフ投手として登場。
三島一八（みしまかずや）
「カズヤ」を参照。
三島平八（みしまへいはち）
「平八」を参照。
御剣 平四郎（みつるぎ へいしろう）
「平四郎」を参照。
水瀬 伊織（みなせ いおり）
「THE IDOLM@STER」の登場人物。オンライン2011年版に登場。巧打力は高いがそれ以外の能力は低い三塁手。背番号は誕生日から取ったと思しき55。
宮本 ひかり（みやもと ひかり）
「サマーレッスン」の登場人物。クライマックスでバンダイナムコスターズの1番・三塁手として登場し、エボリューションではナムコスターズに所属している。原作でソフトボール部に所属しているからか、パワー以外の能力が高い選手になっている。
みらにん
「未来忍者」に由来。MSX版で左打ちの代打として登場。
ミリティア
同名の戦争シミュレーションゲームに由来。スーパーファミスタ4で左打ちの6番・一塁手として登場。
ミント
「テイルズ オブ ファンタジア」のヒロイン「ミント・アドネード」。スーパーファミスタ5で打率と守備力は低いが、長打力の高さが特徴的な控え内野手として登場。
ムゥ
「風のクロノア」シリーズの敵キャラクター。ワールドスタジアム5において、控えの外野手として登場。前作のわるぎー同様、投手以外の全ポジションを守る事が出来る。ファミスタ2020のファミストーリーでは｢ハートムゥ｣名義でCランク大会の対戦相手「クロノアーズ」の遊撃手として登場。走力と守備力がやや高い選手となっている。
めがとら
「フォートラックス」のメガドライブ移植作「メガトラックス」に由来。球界道中記にふおとら同様フォークを得意とする右投げの投手として登場。
メタラチャン
声 - 山根綺
ファミスタ2020に登場する選手で、メタルズキャプテンのメタルクン（声 - 阪口大助）の息子。ファミストーリー終盤の最重要キャラクターで、とある事情でナムコスターズと共に行動するようになる。対戦でも使用可能な選手となっており、三塁手兼先発投手兼外野手の二刀流選手。能力はファミスタくん同様の平均的なステータスだが非常に強力なスキルを持っており、スキルで能力差をカバー出来る選手。
メトロクロス
同名アクションゲームに由来。ワールドスタジアムEXで控えの外野手、SUPERワールドスタジアム1999では捕手、2000～2001では控え野手として登場。ワースタEXでは走力だけ抜きんでており、「ピノ」に次いで同作品におけるチーム2番目。
木人（もくじん）
鉄拳シリーズに登場するキャラクター。ワールドスタジアム3～5、ファミスタアドバンスで仁の能力を引き継ぎ、強肩・強打・俊足が武器だが守備能力のみ低い三塁手として登場。SUPERワールドスタジアム2000～2001では右アンダースローのリリーフ投手として登場。
もじくん
「ことばのパズル もじぴったん」に登場するキャラクター。熱スタシリーズでは中継ぎ投手だったが、2011やクライマックスでは守備のみが高い外野手として登場。クライマックスではバンダイナムコスターズに所属。
モトG（モトジー）
「motoGP」に由来。ワールドスタジアム5で捕手、ファミスタアドバンスで外野手、ファミリースタジアム2003で三塁手として登場。3作品ともスイッチヒッターとして登場するが、作品を重ねるごとに俊足の選手へと変貌した。
モモ
ワンダーモモを参照。

### や行
野球くん（やきゅうくん）
ファミスタシリーズのスタッフだった島本昌弘による4コマ漫画「野球くん」の主人公。初登場だったワールドスタジアムEXでは全ての能力が低い控え外野手だったが、続編の2～3は勝負強い外野手、4以降は強肩の外野手となっている。クライマックスではバンダイナムコスターズに所属しており、一塁のサブポジションが付いていた。ファミスタ2020では対戦のみの登場だがナムコスターズに所属。初めて投手登録されており、156キロの剛速球のみが特徴の選手で、外野手適正はないが肩力A+に守備力Bと守備力の高さは健在。
吉乃ひとみ（よしのひとみ）
「ひとみ」、「ヨシノヒトミ」とも。ナムコスポーツゲームの登場人物。ファミスタアドバンスで左アンダースローの抑えとして登場後、オンライン・熱スタシリーズ・DS版・2011で下変化の高い右投げのリリーフ投手として登場。リターンズ以降は選手ではなくドリームペナントの秘書として登場している。また、ファミスタクライマックス及びエボリューションのメタルズでは吉乃ひとみのメタル星人版のメタルひとみが選手として登場している。
吉光（よしみつ）
鉄拳シリーズに登場するキャラクター。SUPERワールドスタジアム'98に鉄拳ウォリアーズの1番・左翼手で登場後、ワールドスタジアム3で控えの三塁手、ファミリースタジアム2003で控えの外野手として登場。ファミスタ2020のファミストーリーではAランク大会の対戦相手「テッケンズ」のリリーフ投手として登場。左右変化がそこそこの強さだが投手ながら守備力は良さが特徴的。ちなみにイラストのベースモデルは「鉄拳7」となっている。

### ら行
ライムン
「ドラゴンヴァラー」に登場する中ボスキャラクター。ワールドスタジアム4で左アンダースローの抑え投手として登場。
らっきい
「L&W」とも。「ラッキー&ワイルド」の主人公の一人である「ラッキー」。ファミスタ3～4では後者の名前で、ファミスタ'94では前者の名前で左打ちの6番･一塁手として登場。
ラップ
「らっぷ」とも。「ファイナルラップ」に由来。ファミスタ'88等で左の先発投手として登場。シリーズを通して左変化が高い先発投手として登場している。2011ではナムコレジェンズに所属。
ラブル
「リブルラブル」に由来。SUPERワールドスタジアム'98～1999に左打ちの代打として登場。98ではDHなしの設定だと登場しない。
ラリーX（ラリーエックス）
「らりいX」、「RALX」とも。 「ラリーX」に由来。ファミスタ'86に8番・右翼手、MSX版に2番・遊撃手、SUPERワールドスタジアム'98〜1999に右打ちの代打として登場。元ネタにちなみ、足の速さが特徴。ファミコン版では唯一選手名にひらがな以外の文字が使われた。ファミスタ2020のファミストーリーではファイガが所属する「シナーガシーサイズ」の選手の1人として登場。打撃や足の速さこそ無いものの肩力がA、守備力はBと堅守が武器の控え捕手。初代の説明書での紹介文は「内野ゴロでもヒットにできる足をもつ。」。
リサ
「オーバキューン」の主人公の一人。クライマックスでミートと肩力の高い控え二塁手として登場。
リザード
「レイジレーサー」に登場する架空の自動車メーカーに由来。ワールドスタジアム2～3で速球派の先発投手として登場。
リチャード
「タイムクライシス」の主人公「リチャード・ミラー」。ファミスタ64ではプライムに近い設定の外野手（3番・左翼手）、ワールドスタジアム2では6番・左翼手として登場。ファミスタ64での選手コメントは「照準合わせてアクション!」。
リック
「りつく」、「りっく」とも。「スプラッターハウス」の主人公「リック・テイラー」。ファミスタ'88に左投げの先発投手として初登場。スーパーファミスタとスーパーファミスタ2では7番・左翼手、ファミスタ'93～'94とワールドスタジアムEX～2等では右打ちの捕手として登場。
リッジ
「りつじ」とも。「リッジレーサー」に由来。能力は全体的にまとまった投手（「R.R.R」、「R4」も同様）。クライマックスではバンダイナムコスターズに所属し、下変化と球速の高いリリーフ投手として、エボリューションではラップ同様左変化の高いリリーフ投手になっている。SUPERワールドスタジアム'98では右打ちの代打として登場。
リッド
「テイルズ オブ エターニア」の主人公「リッド・ハーシェル」。ファミスタアドバンスに左の先発投手として登場。最高球速が130キロしかなく変化球の能力も低く投手としての能力は低いが、野手としての能力は打率が3割を記録する投手よりも野手能力が高い変わった選手。ファミスタ2020のファミストーリーではAランク大会の対戦相手「テイルーズ」の遊撃手として登場。ミート・パワー・守備力Bと安定した能力で特にミートはチーム内トップを誇る。ただしバントはFでチーム内最下位と両極端な能力の選手。
リブル
「リブルラブル」に由来。SUPERワールドスタジアム'98に右打ちの代打として登場。
リベロ
一人称サッカーゲーム「リベログランデ」に由来。ワールドスタジアム3で「走力・長打力の高さを持つ外野手」という設定で登場し、守備力以外で同じサッカーゲーム由来の「プライム」の設定を引き継いでいた。再登場したファミスタアドバンスではワールドスタジアム4の「わるぎー」やワールドスタジアム5の「ムゥ」の能力を引き継ぎ、投手以外の全てのポジションを守る事が出来る捕手として登場。
りゆうび
「三国志 中原の覇者」に登場する君主「劉備玄徳（りゅうび げんとく）」。ファミスタ'88において「まさむね」と同一設定（6番･捕手）で登場。
龍馬くん（りょうまくん）
「りようま」、「りょうまくん」、「竜馬くん」とも。1985年発売の玩具「はげまし人形 龍馬くん」。主に左打ちの内野手として登場（ゲームボーイ版ファミスタのみ右打ち）。2011ではナムコレジェンズに所属。ファミスタ2020のファミストーリーではファイガが所属する「シナーガシーサイズ」の選手の1人として登場。肩とパワー以外の能力はA以上と高く、特にバントはチーム唯一のSランクという技巧派選手。ファミスタ64での選手コメントは「英語が得意なスーパーサブ（英語学習用のパソコンソフト「龍馬くん太平洋を渡る」に由来）」。
麗子（れいこ）
「永瀬麗子」を参照。
レイジ
「レイジレーサー」に由来。ファミスタ64で右投げの先発投手として登場。ファミスタ64での選手コメントは「スピード自慢の速球投手」。
レオン
「百獣大戦アニマルカイザー」の主人公。クライマックスにて、バンダイナムコスターズの5番・左翼手として登場。ミートと守備力は多少低いがパワーと俊足が自慢の選手。
れっする
「れつする」とも。「レッスルボール」に由来。MD版球界道中記で控えのスイッチヒッターとして登場後、スーパーファミスタ、ファミスタ2で左打ちの控え一塁手として登場。
レッドエース
「スーパーファミリーテニス」、「スマッシュコート」シリーズの登場選手「レッドエース」。ワールドスタジアムEX、ワールドスタジアム2において右投げの先発投手として登場。ファミスタ2020ではCランク大会の対戦相手「テニスーズ」の先発投手として登場、対戦限定だがワールドスタジアム2以来となるナムコスターズにも所属している。ファミストーリーではスタミナ・バント以外の能力は低い投手となっており、対戦では球速とスタミナが底上げされている以外はファミストーリーと能力がほぼ同じ選手となっている。
ロバート
「タイムクライシス2」の主人公の一人「ロバート・バクスター」。ファミスタアドバンスで左投げの中継ぎ投手として登場。

### わ行
わあすた
「ワースタ」とも。「プロ野球ワールドスタジアム」の略称および｢ワールドスタジアムEX｣の略称に由来。登場するほとんどの作品で左変化の高い右投げのリリーフ投手（プロ野球ワールドスタジアム'91のみ先発投手）として登場。アップデート版クライマックスではバンダイナムコスターズに所属。クライマックス以降は左変化が高い所以外は全体的に能力が低く、同名の企業が存在しているため前者の表記になっている。
ワギャン
「わぎや」、「わぎやん」、「WAGAN」、「わぎゃん」、「わきやん」とも。「同名のキャラクター人形」及び「ワギャンランド」シリーズの主人公。主にファミコン時代に強打の代打や二塁手として登場。ファミスタ'93ではチーム唯一の三割打者だった。後にリリーフ投手としてワールドスタジアム2～3・ワンダースタジアム・ワンダースタジアム'99・熱スタシリーズ・DS版、外野手としてファミリースタジアム2003に登場。エボリューション・2020ではリリーフ投手だが、二塁手としても使える二刀流の選手になっている。2011ではナムコレジェンズに所属。
和田かつ（わだかつ）
「太鼓の達人」シリーズのキャラクター。ファミリースタジアム2003に堅守の控え捕手として登場。ファミスタ2020のファミストーリーではBランク大会の対戦相手である「タイコーズ」の一塁手として登場。パワーBの強打者でパワーだけならチーム内トップ。
和田どん（わだどん）
「どんちゃん」とも。「太鼓の達人」シリーズのキャラクター。初登場のファミリースタジアム2003では強肩堅守の正捕手を務め、オンラインやDS版では守備のみが高い控え捕手、2011やクライマックス、エボリューションではミートと守備の高い捕手として登場。クライマックスではバンダイナムコスターズに所属。上述の和田かつと同じくのファミストーリーにて「タイコーズ」の捕手として登場。チームのキャプテンを務めており、ファミスタクライマックス以降の能力を受け継いでおり、ミートと守備力が特に高い平均的な選手となっている。
ワニパラ
「ワニワニパラダイス」に由来。ファミスタグランドスラムに3番打者として登場。
ワニワニ
「わにわに」とも。「ワニワニパニック」に由来。登場する作品のほとんどで右打ちの代打･控え左翼手として登場する。2011では捕手を務めており、クライマックス以降は捕手がサブポジションとなっている。2011ではナムコレジェンズ、クライマックス以降はライバルーズ→ブラックナムコスターズに所属。
わや姫（わやひめ）
「超絶倫人ベラボーマン」に登場する女性敵キャラクター。スーパーファミスタ3・スーパーファミスタ4で俊足堅守の控え外野手として登場。4では内野手も兼任していた。
わるぎー
「レスキューショット ブービーぼー」の敵キャラクター。ワールドスタジアム4に外野手として登場。同作で登場するナムコスターズの選手では投手を除く全てのポジションを守れる。
ワルキューレ
声 - 佐倉綾音
「わるきゆれ」とも。「ワルキューレの伝説」などワルキューレシリーズの主人公。MSX2版で初登場。スーパーファミスタ2でバランスの良い6番・一塁手として登場。スーパーファミスタ3～スーパーファミスタ5は高打率の代打。また、この時までは右投げ右打ちだったが、ファミスタ64以降は基本的に右投げ左打ちの外野手として登場している。ファミスタ2003のみ三塁手で登場。ファミスタ2020のファミストーリーではナムコスターズのチームメイトとして登場している。ファミスタ64での選手コメントは「アマチュアレベルは卒業だ」。
SUPERワースタでは一時、大和撫子プリティーズ→ニコタマギャルズに在籍していた。2011ではナムコレジェンズに所属。
背番号は、ファミコン版「ワルキューレの冒険　時の鍵伝説」の通し番号と同じ17番（登場作品によっては、違う番号の場合もある）。
ワンダーモモ
声 - 緒方佑奈
同名ゲーム及びその主人公。スーパーファミスタ2 ～4にかけて俊足堅守の控え遊撃手として登場したが、ワールドスタジアム2以降は「モモ」の名前で投手として登場している。投手としては、トルネード投法と高いフォークボールの変化率が特徴となっている。エボリューションでは先発投手だが、遊撃手としても使える二刀流の選手になっている。ファミスタ2020では投球フォームがイラストと同じ大きく足を上げるフォームに変更され、サブポジションが削除されて再び投手専業となった。ファミストーリーではパックの幼なじみであり、ナムコスターズのチームメイトとして登場している。
SUPERワースタでは一時、大和撫子プリティーズ→ニコタマギャルズに在籍していた。2011ではナムコレジェンズに所属。背番号は「16」。

### その他の選手
リトルリーグのメンバーたち
『ファミスタ2020』のファミストーリーモードにおける、ナムコスターズの初期メンバー。しかし本人たちの「小さくて弱いから人数合わせくらいにしかならない」の弁通り、以降に仲間になるメンバーより初期能力が弱いため、序盤の人数合わせ要員である。また、全選手の名前がスーパーファミスタ3のアッシーズのようにしりとりになっているのが特徴。

### ナムコキャラクター以外の選手
以下はナムコキャラクターではない、あるいはナムコキャラクターやナムコ関連の事物を由来としないが、ナムコが発表したキャラクターゲームやタレントゲームに登場していたキャラクターなどに由来した選手である。
アソビリオン飯田（アソビリオンいいだ）
バンダイナムコの公式通販サイト「アソビストア」にて配信されている番組「アソビリオン」の出演している声優、飯田友子。アップデート版エボリューションで追加された選手。
アソビリオン内でファミスタエボリューションのプロデューサーを務める森口拓真との三本勝負に勝利し、ナムコスターズの選手として登場した。二刀流のリリーフ投手兼二塁手で投打の能力が高い反面、球威は全選手最低ランク。左腕には同じくアソビリオンに登場しているマスコットキャラクターの「アナホッタ」がしがみついている。
えむしゆ
エボリューションでの「MCU」の登録名。二刀流の選手で、先発投手兼一塁手。決め球は自身のMCラッパーを象徴する「MCUボール」を投げる。エボリューションの初回購入者特典で入手可能な選手で、ファミスタエボリューションの主題歌も担当している。
サーティーン
漫画「ゴルゴ13」及び、それを原作としたアーケードゲーム「ゴルゴ13」の主人公「デューク東郷」。ワールドスタジアム5に右投げの抑え投手として登場。チーム内で最速となる160キロの剛速球を投げる本格派。また、前作のぼーの一部要素を引き継ぎ、ガンシューティングゲームつながりで野手ながらミート力が非常に高く、打率は5割をマークしている。
佐野ピッカリ
「佐野慈紀」の登録名。アップデート版クライマックスで登場。ピッカリ投法を再現している。Youtubeで動画配信をしている「OBTV」でのファミスタ出演権争奪トーナメントで優勝し、追加されたが、「島村卯月」、「春日未来」、「天道輝」、「ロング門倉」同様、対戦では登録されず、ドリームペナントのみで使える。
さんま
「さんまの名探偵」の主人公「さんま」（吉本興業所属のお笑いタレントである、明石家さんま）。ゲームブック版ファミスタでは、「たんま」名義で登場。らりいXと似た設定（打順は8番、ポジションは左翼手）。ファミスタ'87の説明書での紹介文は「野球も推理やで」。
たこぼ～
築地銀だこのマスコットキャラクター。ファミスタエボリューションとのコラボで、特定の商品を買うとついてくるパスワードを入力すると使えるようになるパワーの高さが持ち味の選手。築地銀だこの公式ホームページでは守備位置は外野と書いてあるが、メイン守備は一塁となっており、サブ守備で二塁や外野も守れるようになっている。ファミスタ2020でも引き続きコラボが行われ、特定の商品を買うとついてくるパスワードを入力すると使えるようになる。ポジションも変更され、セカンドが守れなくなった代わりにキャッチャーが守れるようになっており、能力の1桁目がタコにちなんで8で統一されている。
たこぼ～パパ
築地銀だこのマスコットキャラクター。ファミスタ2020とのコラボで、特定の商品を買うとついてくるパスワードを入力すると使えるようになる。能力は遊撃手兼三塁手兼先発投手の二刀流選手で、投手としてはゲーム最速の188km/hの豪速球が武器の投手、野手としてはミートとバントが突出して高い技巧派の野手となっている。また、たこぼ〜同様能力の1桁目がタコにちなんで8で統一されている。
たなはし
新日本プロレス所属のプロレスラー「棚橋弘至」のエボリューションでの登録名。二刀流の選手で、リリーフ投手兼外野手。決め球には自身の必殺技である「スリングブレイド」を使用する。エボリューションの初回購入者特典で入手可能な選手。
出川 哲朗（でがわ てつろう）
マセキ芸能社所属のお笑いタレントで、ファミスタ2020のCMでも登場した「出川哲朗」の登録名。ファミスタ2020の初回購入者特典で入手可能な選手でリリーフ投手兼二塁手兼外野手。投手としては160km/hの速球と下変化が武器の本格派投手、野手としては足は遅いものの攻守が冴え渡る選手として登場している。また、スキル名が本人の持ちネタである「ヤバいよヤバいよ」と「リアルガチ」になっているが、効果は本来のスキルと同じものとなっている。
ナイナイ
「ナイナイの迷探偵」の主人公「ナインティナイン」（岡村隆史・矢部浩之による、吉本興業所属のお笑いコンビ）。ワールドスタジアム4に控えの外野手として登場。背番号はナイナイ（ナインティナイン）にちなんで「99」。守備力と肩力がない代わりにミート力・走力が高く、バントが得意。
まさかり
ファミスタ'92（1991年12月発売）のみに登場した右投げの先発投手。マサカリ投法で知られ発売前年に引退した「村田兆治」に似た設定がなされている。投球時のグラフィックが同作の他の投手と異なりマサカリ投法となっている。『ナムコ公式ガイドブック「ワールドスタジアム2」』に掲載された歴代ナムコスターズ選手名鑑では、出身ゲーム欄に「?」とだけ記され、「唯一のテスト入団選手」という旨の記述がなされている。
まるおくん
漫画・アニメ「ちびまる子ちゃん」及び、それを原作としたゲームソフト「ちびまる子ちゃん ウキウキショッピング」の登場キャラクター「丸尾末男」。ファミスタ'92で控えの右翼手として登場。『ナムコ公式ガイドブック「ワールドスタジアム2」』の「ナムコスターズ選手名鑑」では「ちびまる子ちゃん クイズでぴーひゃら」（PCエンジンソフト）に登場と明記されているが、このゲームはファミスタ'92が発売された翌年の1992年に発売されている。
やまもも
クライマックス・エボリューションにおける「山本昌」の登録名。名球会では決め球が「高速スクリュー」だが、ナムコスターズでは決め球が特殊なエフェクトのついた「ラジコンスクリュー」に変わっている。クライマックス・エボリューション共に初回購入者特典で入手可能な選手で、エボリューションではナムコスターズの監督を務めている。
らすてい
1987年、ナムコが冠スポンサーとなったミュージカル「スターライト・エクスプレス」の主人公「ラスティ」。プロ野球ワールドスタジアム（PCエンジン版第1作）に左打ちの代打として登場。
るうく
映画「スター・ウォーズ エピソード4/新たなる希望」及び、それを原作としたファミコン用アクションゲーム「スター・ウォーズ」の主人公「ルーク・スカイウォーカー」。ファミスタ'87、PCエンジン版ワースタに2番･二塁手として登場。ファミスタ'87の説明書での紹介文は「コースじゃ、得意コースを狙うのじゃ!」。
るぴん
漫画・アニメ「ルパン三世」及び、それを原作としたゲームソフト「ルパン三世 パンドラの遺産」の主人公「ルパン（Lupin）三世」。プロ野球ワールドスタジアム（PCエンジン版第1作）に右投げの投手として登場。フォークの変化率が特徴。
れいがん
漫画・アニメ「幽☆遊☆白書」及び、それを原作としたゲームシリーズの主人公「浦飯幽助」が使う必殺技「霊丸」に由来。ファミスタ'94で150キロの速球と右への変化球が武器である右投げのリリーフ投手として登場。1998年4月29日発売の『ナムコ公式ガイドブック「ワールドスタジアム2」』の特集記事に「登場キャラ」と記述しているが、誤り。
ロング門倉
「門倉健」の登録名。アップデート版クライマックスで登場。佐野ピッカリ同様、「OBTV」でのファミスタ出演権争奪トーナメントで準優勝し、追加されたが、「島村卯月」、「春日未来」、「天道輝」、「佐野ピッカリ」同様、対戦では登録されず、ドリームペナントのみで使える。

#### バンダイレーベル関連の選手
以下はWii版のバンダイナムコスターズで登場したバンダイ及びNBGI・バンダイレーベル関連の選手である。
カードダス
「カードダス」に由来。速球とフォークボールのみ突出した左のサイドスロー投手。
ガウスト
「トレジャーガウスト」に由来。右変化に優れた右のリリーフ投手。
ガシャポン
バンダイのカプセルトイである「ガシャポン」に由来。右打ちの控え二塁手として登場。
こなぷん
バンダイの玩具「ピザのこなぷん」に由来。俊足の左の外野手として登場。
デジモン
「デジタルモンスター」に由来。強打のスイッチヒッターである一塁手として登場。
ハセヲ
「.hack//G.U.」の主人公「ハセヲ」。強肩･巧打の遊撃手として登場。
花やしき
バンダイナムコゴループ運営の同名のテーマパークに由来。フォークボールを得意とする左の先発投手。
Bトレイン
鉄道模型の「Bトレインショーティー」に由来。160キロの剛速球を投げる右の先発投手。
ポピー
バンダイナムコグループである同名の玩具メーカーに由来。右のサイドスローであるリリーフ投手。
まめっち
「たまごっち」の登場キャラクター。堅守の二塁手として登場。
みらい犬
バンダイナムコゲームス公式ウェブサイトのイメージキャラクター。左のアンダースローであるリリーフ投手。
モリリー
「フコウモリ」のキャラクター。堅守の控え外野手として登場。

## 球団マスコット
以下はナムコスターズのマスコットとして登場したキャラクターである。
ワルキューレ
スーパーファミスタ3～ 5、ワールドスタジアムEX に登場。
ミズ・パックマン
ファミスタ64に登場。球団マスコットとしては、ナムコスターズに選手としての在籍経験がない唯一のキャラクターである。
野球くん
プロ野球熱スタ2006～2007に登場。

## ナムコスターズの派生球団
以下はナムコスターズから派生した球団である。

### 裏ナムコスターズ
『スーパーファミスタ4』において、隠しコマンドにより使用できるようになる。
ナムコスターズと比較して「ばきゅら」「でろーた」（『ゼビウス』の「バキュラ」「デロータ」）、「くおっくす」（『ドルアーガの塔』の「クォックス」）、「ぐずた」（『パックマン』の「グズタ」）などマイナーなキャラクターが多い。野手はピノのような突出した選手はいないが、クリーンナップ級の選手が多い。投手はスタミナの高い選手や、変化球は曲がらないが160キロの速球を投げる選手など一芸に秀でた選手が多い。

### 極アクダマーズ
携帯アプリ版に登場したアクダマーズを前身とする、ハンゲームのパチンコDX（ぱちんこファミスタオンライン）・パチスロDX（ぱちすろファミスタオンライン）内で登場する、ボス級の敵キャラで構成されたチーム。後にアルベドを除いた全キャラがライバルーズ及びブラックナムコスターズ所属となった。ファミスタオンライン内ではナムコスターズに属する。選手及び登場ゲームは以下の通り。
- ゾウナ（ワルキューレの冒険）
- 頼朝（源平討魔伝）
- アルベド（ゼノサーガシリーズ）
- オクティ（バラデューク）
- マブー（ローリングサンダー）
- ザウエル（ドラゴンスピリット）
- アンドア（ゼビウスシリーズ）
- バクダ[21]（超絶倫人ベラボーマン）
- ドッペル[22]（スプラッターハウス）
- カオス（ドラゴンセイバー）
- アカベー[23]（パックマン）
- ドルアーガ（ドルアーガの塔）
- メカズキン（スカイキッド）
- アンノウン（鉄拳）

### ナムコレジェンズ
ファミスタ2011でナムコスターズの選手が1990年代以降のタイトルに登場したキャラクター中心へ大幅に入れ替えられたことに伴って登場した1990年以前に発売されたナムコのゲームで構成されるチーム。ユニフォームはFC版のカラーリングを基調とした赤紫のものが用いられている。
これに伴い、ナムコスターズ以外の球団に所属したことが無かったパックやピノら主力選手も本作ではレジェンズ所属となっている。

### エンジェルズ
プロ野球ファミスタオンライン2011において、2011年9月15日から9月29日までの期間限定で「THE IDOLM@STER」に登場する765プロダクション所属アイドル13名のカードが当たる「アイマスルーレット」キャンペーンに合わせて、期間内のみ俺ジナルイベントのCOM戦で登場したチーム。一部の控え選手は、ナムコスターズからの穴埋め要員が参加している。

### ナムコスターズJr.
『リターンズ』で登場する、ナムコスターズに所属するメンバーの子供という設定で登場したチーム。ナムコスターズの選手よりもステータスが非常に高い反面、能力が極端な選手が多いのが特徴。ドリームペナントでエンディングを見ると対戦でも使用可能となる。
また、『クライマックス』でも、期間限定のイベント、「ファミスタどっちマッチ」の上位報酬でピノJr.をはじめナムコスターズJr.の選手が入手できた（ただし、ナムコスターズ所属になっている）。

### ライバルーズ、ブラックナムコスターズ
『クライマックス』で登場する、ボスキャラクターや悪役で構成されたチーム。「ファミスタクエスト」である条件を満たすと登場する。『エボリューション』ではチーム名をブラックナムコスターズと変えて登場しており、ドリームペナントを最後まで進めると使用可能になる。ファミスタ2020でも引き続き登場。ファミストーリーをクリアすると対戦でも使用可能。
基本的なメンバーやユニフォームは上記の極アクダマーズと変わらないが、プーカァやニャームコ、ワニワニなど過去にナムコスターズに所属していた選手などが新たに追加されている。また、エボリューションのブラックナムコスターズでは極アクダマーズの選手をはじめとした多くの選手が追加された。また、カオスのイラストも『ドラゴンセイバー』のものに描き直されている。ライバルーズ、及びブラックナムコスターズで新たに追加された選手、及び登場ゲームは以下の通り。
ライバルーズ
- バルバトス（テイルズオブデスティニー2）
- キール（ミスタードリラー）
- ギャルボス（ギャラクシアン）
- ヴァジュラ（ゴッドイーター）
- Dr.デビル（ワギャンランド）
- ダオス（テイルズオブファンタジア）
- ジャンゴルモア（百獣大戦グレートアニマルカイザー）

アップデート版で追加された選手
- ブラックベラボーマン（超絶倫人ベラボーマン）
- クボタ（オーダイン）
- ブラックもじくん（ことばのパズル もじぴったん）

ブラックナムコスターズ
- カメラ小僧（ワンダーモモ）
- ジャック7（鉄拳7）
- ドゥイーブ（アウトフォクシーズ）
- サビーヌ（サンドラの大冒険 ワルキューレとの出逢い）
- ブラックワルキューレ（ワルキューレの伝説）
- バキュラ（ゼビウスシリーズ）
- 義経（源平討魔伝）
- ローパー（ドルアーガの塔）
- ナイトメア（ソウルシリーズ）
- ブラックファミスタちゃん（ブラックナムコスターズマスコットキャラ兼選手、ファミスタ2020では未登場。）

## 備考

### 試合中のBGM
試合中のBGMのうち、『スーパーファミスタ2』とゲームボーイ版『ファミスタ3』から『4』と『ワンダースタジアム』では、ナムコスターズ攻撃時のテーマ曲として『スカイキッド』のテーマ曲が入っていた（『ファミスタ'93』では、実際にこの曲が応援歌として使われた近鉄バファローズの吉田剛が打席に入った際のBGMだった）。
PS版『ワールドスタジアム』（ワースタ）では、『EX』と『2』は「マッピー」のテーマ曲のアレンジ、『3』から『5』は「ドルアーガの塔」のエンディングテーマ曲のアレンジがそれぞれ応援曲として使われている（後者の元ネタに関しては、日本ハムファイターズ・奈良原浩の応援歌にも使われた）。
『ファミスタアドバンス』では、「リブルラブル」のテーマ曲のアレンジが応援歌として使われている（リブルラブルのテーマ曲は千葉ロッテマリーンズに在籍していたヴァル・パスクチの応援歌として実際に使われた）。
3DS版の『ファミスタ2011』では、得点圏にランナーがいる状態でナムコスターズの選手が打席に立つと、アイドルマスターの楽曲「GO MY WAY!!」の応援歌アレンジが流れる。

### 選手の容姿
『ワースタEX』では、従来の3頭身に球体型の丸顔というキャラクターモデルから、4頭身に近く顔も球体型とは違うそれへと変更されたが、ナムコスターズのみ球体型の丸顔に設定されていた。
『SUPERワースタ』では、一部の選手（ピノなど）を除き全ての選手の容姿が元ネタに沿ったものとなっており、中にはバットの代わりに剣を持つ選手などもいる（ワルキューレなど）。鉄拳シリーズのクマに至っては、鮭を担いで打席に立っている。
メガドライブ版『球界道中記』では、キャラクターのグラフィックがたろすけ（妖怪道中記の主人公）であるため、それに応じてナムコスターズの選手もたろすけ風の容姿に設定されている。たろすけ本人は5番・キャッチャーで登場。
『プロ野球 ファミスタ2011』の選手のデータカード（カードダス）には、モデルとなったキャラのユニフォーム姿が描かれている（一部、非生物をモデルとしたキャラを除く）。

## 関連・参考書籍
- 『プロ野球ファミリースタジアム―ナムコスターズの挑戦』 ISBN 4575760579
- 『プロ野球ファミリースタジアム〈VOL.2〉風雲オールスター戦』 ISBN 4575760986
- 『プロ野球ファミリースタジアム〈VOL.3〉』 ISBN 4575761125
- 『ファミリースタジアム'88のすべて』 1989年1月20日、JICC出版局発行 ISBN 4880635057
- 『ゲームボーイ版ファミスタ必勝攻略法』 1990年10月1日、双葉社発行 ISBN 4575151777
- 『激闘!ファミスタ列伝』 1992年、勁文社発行
「プロ野球ワールドスタジアム'91」、「ギアスタジアム」の選手データを掲載した唯一の書籍。
- 『ナムコ公式ガイドブック ワールドスタジアム2』 1998年4月29日、ナムコ発行[25]
「ナムコスターズを彩ったキャラクターたち」という特集記事が掲載。ナムコスターズの歴史をFC版・SFC版・PS版・N64版中心に紹介。それらの作品を対象とした選手名鑑も掲載。
- 『ワンダースワン必勝法スペシャル ワンダースタジアム』 1999年4月25日、勁文社発行 ISBN 4766931904

## ナムコスターズと同趣旨の球団
- CBクラブ - ウルトラベースボールシリーズ（カルチャーブレーン。※飛龍の拳シリーズ、スーパーチャイニーズシリーズ、アラビアンドリーム シェラザードの登場人物が在籍している。「スーパーウルトラベースボール2」から設定された監督はゆめのすけが務めている。）
- 大鳥居ナイツ - プロ野球グレイテストナイン'97（セガ。※ソニック、オパオパ、トンガラ、アスタル、フリッキ、千年帝国、鷹見ナオ、エリオット、ティリス、ウェイン、ネイ、アレク、アクセル等が在籍。）
- てくもきゃらず - 激闘スタジアム!!（テクモ。※マイティボンジャック、ソロモンの鍵、スーパースターフォース 時空暦の秘密、アルゴスの戦士 はちゃめちゃ大進撃、つっぱり大相撲、キャプテン翼、忍者龍剣伝、激闘プロレス!!闘魂伝説の8作品の登場人物が在籍している。）
- エスエヌケイバタリアンズ - ベースボールスターズ（SNK。※あてな、らるふ、しいけんす、ちょうすけ、しど、たんく等が在籍。）
- SUNCLUB - なんてったって!!ベースボール（サン電子。※ういん、かーく、けいん、かいる、ごんべ、かんたろ、あらん、るしあ、とも等が在籍。投手陣は全員女性キャラの為専用グラフィックが用意されている。）
- カプコンゲームズ - CAPCOMベースボール 助っ人外人大暴れ!（カプコン。※えふどり、ろっくまん、ロスト、だいまかい、ストリート、せんじょ、よんさん、ばんか、てんちお、ういろう、えりあ、さいどあ、すとらい、どかべん、そんそんが在籍。監督はつじもこ。）
- タイトープラネッツ - スーパー究極ハリキリスタジアム2（タイトー。※チェイス、バブルン、ダライアス、エストポリス、人生劇場、NINJA、インベーダー、ナイスト、オペサン、ハトトリック、ドンドコ、アルカノイド、レイカ、プリルラ、ブラストマン、D3BOS、キャメル、サイバリオン、さよ、ラスタン等が在籍。監督は「究極ハリキリスタジアムシリーズ」や「爆笑!!人生劇場」シリーズに登場する酔っ払いが務めている。）
- イーグルス - スーパー3Dベースボール（ジャレコ。※じゃじゃまる、もえぷろ、いーでふ、ぶたさん、ノートン、ブロビー、すーちーぱい、タム、しょう、ジョン、まさと、じらいくん、モンティー、ももこ、セリア、さぶろっくん等が在籍。）
- KONAMICS - 激突ペナントレース2（コナミ。※つるりん、こんぐ、べのむ、たこ、ついんび、ういんび、めたる、いーがー、すなっちゃ、きゅー、ぴぽ、もんたくん、ちゃーりー、すぴりと、はい、すねぃく、しもん、はいぱー、ばぐ、そーめんが在籍。）

## ナムコスターズのパロディ球団
スーパーファミコンの『白熱プロ野球'94ガンバリーグ3』にNYANCOというチームがあり、『スーパーファミスタ2』時のメンバーをベースとしている。ユニフォームはそのままで、監督の顔グラフィックが当時ナムコ社長の中村雅哉、球団旗はパックマンに髭と耳を付け猫に見せている。例「ピノ」→「ヒノ」、「大一番」→「大二番」、「カニカニ」→「エビエビ」、他に2の時に在籍していないキャラ「クロブター（グロブダーが元ネタ）」等もいる。

## ファミスタシリーズ以外でのナムコスターズ
- スマッシュコート2 - スマッシュルーレットモードで、東京にある野球場でプレイヤーが助っ人を頼まれるチームの対戦相手としてナムコスターズが登場。選手はぴの、まっぴ、ばろん、せひうすの4人がスタメンに入っている（パックマンがこのゲームにプレイヤーキャラクターとして登場している為かぱっくは登場しない）。
- ガンバリィーナ - 見本と同じお面を撃つミニゲームにナムコスターズの選手（ワールドスタジアム版）のお面が登場する。
- ナムコスターズ（メダルゲーム） - 筐体内のイラストにナムコスターズの選手（ファミスタ版）が登場する。
- 巨影都市 - ララビットでソフトを購入するとナムコスターズのユニフォームが入手可能。
- ビリオンロード - プロ野球場を所持していると10月に一定の確率でイベントが発生し、ナムコスターズのユニフォームを着たアバターが入手可能。また、ブラックナムコスターズも登場している。
- アイドルマスター ミリオンライブ! シアターデイズ - ライブで楽曲「ビギナーズ☆ストライク」を選択すると、ステージ背景にナムコスターズ対765エンジェルスのスコアボードが登場。曲が進むに連れて少しずつ得点が書き込まれていき、最終的に9回裏で765エンジェルスの逆転勝利となる。